# 陸上自衛隊の独立高射大隊等一覧
陸上自衛隊の独立高射大隊等一覧（りくじょうじえいたいのどくりつこうしゃだいたいとういちらん）では、陸上自衛隊においてこれまでに編成された師団旅団に属さない、独立高射大隊（百の位が1で始まる高射特科部隊）、高射特科隊、独立高射中隊（百の位が3で始まる高射特科部隊）および無人標的機隊等について記述する。
高射火器等を装備した独立特科大隊については「陸上自衛隊の独立特科大隊等一覧」を参照。

## 高射大隊
高射大隊（こうしゃだいたい）は、地対空誘導弾装備・運用していた陸上自衛隊の高射特科部隊である。第101から第103高射大隊の3個大隊が編成された。第101高射大隊は、地対空誘導弾ナイキシステムを装備する部隊として1963年（昭和38年）1月に習志野駐屯地で新編されたが編制後1年ほどで長射程の対空誘導弾の運用は航空自衛隊が行うことになり装備、人員は航空自衛隊に移管された。射程も比較的短く野戦運用に適した地対空誘導弾ホークは陸上自衛隊で運用することになり1965年（昭和40年）1月には最初の装備部隊である第102高射大隊が東千歳駐屯地で編成され、1967年（昭和42年）3月には2番目の部隊として第103高射大隊が朝霞駐屯地で新編された。1971年（昭和46年）3月には、廃止され第1高射特科群、第2高射特科群隷下の射撃中隊へと改編されている。

### 高射大隊の一覧
- 第101高射大隊（習志野駐屯地）：地対空誘導弾ナイキシステム装備。1964年（昭和39年）3月31日廃止後に航空自衛隊第1高射群に改編。
- 第102高射大隊（東千歳駐屯地）：地対空誘導弾ホーク装備。1971年（昭和46年）3月24日廃止後に第301～第304射撃中隊を新編。
- 第103高射大隊（松戸駐屯地）：地対空誘導弾ホーク装備。1971年（昭和46年）3月24日廃止後に第305～第308射撃中隊を新編。

### 高射大隊等の沿革
- 1963年（昭和38年）
  - 1月17日：東部方面隊直轄として、第101高射大隊が習志野駐屯地において編成完結。
  - 5月：第101高射大隊第2射撃中隊が習志野駐屯地から武山駐屯地へ移駐。
- 1964年（昭和39年）
  - 3月31日：第101高射大隊（習志野駐屯地）が廃止。
  - 4月1日：ナイキシステムを陸上自衛隊から航空自衛隊に移管し、第101高射大隊が第1高射群に改編。本部は入間基地に移転、第1高射隊を新編。

- 1965年（昭和40年）1月20日：第102高射大隊が東千歳駐屯地に新編。第1高射特科群に編合。
- 1966年（昭和41年）8月3日：第102高射直接支援隊が第102高射大隊に編合。
- 1967年（昭和42年）
  - 3月20日：第103高射大隊が朝霞駐屯地に新編。第2高射特科群に編合。
  - 8月10日：第103高射大隊本部および本部管理中隊、第3射撃中隊が朝霞駐屯地から松戸駐屯地に移駐。
- 1971年（昭和46年）
  - 3月24日：第102高射大隊（東千歳駐屯地）、第103高射大隊（松戸駐屯地）を廃止。
  - 3月25日：

  1. 第301～第304射撃中隊を東千歳駐屯地に新編。改編された第1高射特科群に編合。
  2. 第305～第308射撃中隊を松戸駐屯地に新編。改編された第2高射特科群に編合。

### 高射大隊の概要
第101高射大隊（だいイチマルイチこうしゃだいたい）は、陸上自衛隊習志野駐屯地に駐屯していた東部方面隊直轄の高射特科部隊で1964年（昭和39年）3月に廃止された。
1963年（昭和38年）1月に地対空誘導弾ナイキシステムを運用する部隊として習志野駐屯地で新編された。射程の長い地対空誘導弾は航空自衛隊が所管することとなり1964年（昭和39年）3月に廃止され、ナイキシステムは航空自衛隊へ移管され第1高射群に改編された。
- 創設　　：1963年（昭和38年）1月17日
- 編成地　：習志野駐屯地
- 部隊長　：2等陸佐
- 隊旗　　：濃黄の大隊旗
- 主要装備：MIM-3 ナイキ・エイジャックスシステム
- 上級部隊：東部方面隊
- 廃止　　：1964年（昭和39年）3月31日
- 廃止地　：習志野駐屯地
- 後継部隊：航空自衛隊第1高射群

- 備考　　：ナイキシステムの航空自衛隊へ移管（長距離防空移管）に伴い、解隊。

第102高射大隊（だいイチマルニこうしゃだいたい）は、陸上自衛隊東千歳駐屯地に駐屯していた第1高射特科群隷下の高射特科部隊で1971年（昭和46年）3月に廃止された。
1965年（昭和40年）1月に地対空誘導弾ホークを運用する部隊として東千歳駐屯地で新編された。1971年（昭和46年）3月に廃止され隷下の各中隊は、第1高射特科群を構成する第301から第304射撃中隊となった。
- 創設　　：1965年（昭和40年）1月20日
- 編成地　：東千歳駐屯地
- 部隊長　：2等陸佐
- 隊旗　　：濃黄の大隊旗
- 編成
  - 第102高射大隊本部
  - 本部管理中隊
  - 第1中隊
  - 第2中隊
  - 第3中隊
  - 第4中隊

- 主要装備：地対空誘導弾ホーク
- 上級部隊：第1高射特科群
- 廃止　　：1971年（昭和46年）3月24日
- 廃止地　：東千歳駐屯地
- 後継部隊：第301～第304射撃中隊→第301～第304高射中隊

第103高射大隊（だいイチマルサンこうしゃだいたい）は、松戸駐屯地に駐屯していた第2高射特科群隷下の高射特科部隊で1971年（昭和46年）3月に廃止された。
1967年（昭和42年）3月に地対空誘導弾ホークを運用する部隊として朝霞駐屯地で新編された。1967年（昭和42年）8月に第103高射大隊主力が松戸駐屯地に移駐。1971年（昭和46年）3月に廃止され隷下の各中隊は、第2高射特科群を構成する第305から第308射撃中隊となった。
- 創設　　：1967年（昭和42年）3月20日
- 編成地　：朝霞駐屯地
- 部隊長　：2等陸佐
- 隊旗　　：濃黄の大隊旗
- 編成　　：
  - 第103高射大隊本部
  - 本部管理中隊
  - 第1中隊
  - 第2中隊
  - 第3中隊
  - 第4中隊

- 主要装備：地対空誘導弾ホーク

- 駐屯地　：

1. 朝霞駐屯地：1967年（昭和42年）3月20日～1967年（昭和42年）8月9日
2. 松戸駐屯地：1967年（昭和42年）8月10日～1971年（昭和46年）3月25日

- 上級部隊：第2高射特科群（1967年（昭和42年）3月20日～1971年（昭和46年）3月25日）
- 廃止　　：1971年（昭和46年）3月25日
- 廃止地　：松戸駐屯地
- 後継部隊：第305～第308射撃中隊→第305～第308高射中隊

## 高射特科隊
高射特科隊（こうしゃとっかたい）は、陸上自衛隊の100番台の地対空誘導弾を装備する大隊規模の独立高射特科部隊である。高射特科隊長は、2等陸佐。
2018年（平成30年）3月に第5高射特科群を廃止して新編された第101高射特科隊と2022年（令和4年）3月に第7高射特科群第327高射中隊を改編して新編した第102高射特科隊までの2個隊が編成され、2025年（令和7年）3月現在、第102高射特科隊のみが編成されている。

### 高射特科隊の一覧
※太字は、廃止部隊。
- 第101高射特科隊（八戸駐屯地）東北方面隊：地対空誘導弾改良ホーク改善Ⅲ型装備。
- 第102高射特科隊（竹松駐屯地）第2高射特科団：03式中距離地対空誘導弾装備。

高射特科隊の配置
- 西部方面隊
  - 第2高射特科団（飯塚駐屯地）
    - 第102高射特科隊（竹松駐屯地）

### 高射特科隊の沿革
- 2018年（平成30年）3月27日：第5高射特科群（八戸駐屯地）を廃止・改編し、東北方面隊直轄部隊として第101高射特科隊が八戸駐屯地に新編。
- 2022年（令和  4年）3月17日：第7高射特科群第327高射中隊（竹松駐屯地）を廃止・改編し、第2高射特科団隷下に第102高射特科隊が竹松駐屯地に新編。

- 2024年（令和  6年）3月21日：第101高射特科隊（八戸駐屯地）を廃止・改編し、第5高射特科群を八戸駐屯地に再編[1]。

### 高射特科隊の概要
第101高射特科隊（だいいちまるいちこうしゃとっかたい）は、陸上自衛隊八戸駐屯地（青森県八戸市）に駐屯していた東北方面隊直轄の高射特科部隊で、2024年（令和6年）3月20日に廃止され第5高射特科群に再編された。
2018年（平成30年）3月27日に第5高射特科群を廃止し、第101高射特科隊に改編された。改良ホーク改善Ⅲ型を装備運用していた大隊規模の部隊で、隊長は2等陸佐が充てられ、東北方面後方支援隊第301高射直接支援隊が整備等を支援していた。
- 改編部隊：第5高射特科群
- 創設　　：2018年（平成30年）3月27日
- 編成地　：八戸駐屯地
- 部隊長　：2等陸佐
- 隊旗　　：濃黄の大隊旗
- 車両表示：101高
- 編成　　：
  - 第101高射特科隊本部
  - 第101高射特科隊本部付隊
  - 射撃隊
  - 第303無線誘導機隊[2]。
- 主要装備：地対空誘導弾改良ホーク改善Ⅲ型
- 支援部隊：第301高射直接支援隊
- 上級部隊：東北方面隊直轄
- 廃止　　：2024年（令和6年）3月20日
- 廃止地　：八戸駐屯地
- 後続部隊：第5高射特科群（再編成）[3]
- 備考　　：

第102高射特科隊（だいいちまるにこうしゃとっかたい）は、陸上自衛隊竹松駐屯地（長崎県大村市）に駐屯する第2高射特科団隷下の高射特科部隊である。
2022年（令和4年）3月17日に第7高射特科群第327高射中隊を母体に、第102高射特科隊に改編された。03式中距離地対空誘導弾を装備運用する大隊規模の部隊で隊長は、2等陸佐が充てられる。
- 改編部隊：第7高射特科群第327高射中隊
- 創設　　：2022年（令和4年）3月17日
- 編成地　：竹松駐屯地
- 部隊長　：2等陸佐
- 隊旗　　：濃黄の大隊旗
- 車両表示：102高
- 編成　　：
  - 第102高射特科隊本部
  - 第102高射特科隊本部付隊
  - 射撃隊[4]
- 主要装備：03式中距離地対空誘導弾、対空レーダ装置、 対空戦闘指揮装置[5]
- 支援部隊：西部方面後方支援隊第102高射直接支援大隊直接支援隊
- 上級部隊：第2高射特科団
- 備考　　：

| 官職名                              | 階級    | 氏名     | 補職発令日                    | 前職                              | 後職 |
| ----------------------------------- | ------- | -------- | ----------------------------- | --------------------------------- | ---- |
| 第102高射特科隊長 兼 竹松駐屯地司令 | 2等陸佐 | 藤川貴章 | 2022年3月17日 - 2024年3月20日 | 第327高射中隊長 兼 竹松駐屯地司令 | 不明 |

## 独立高射中隊
独立高射中隊（どくりつこうしゃちゅうたい）は、地対空誘導弾を主な装備とする高射特科群等に編合される300番台の陸上自衛隊の高射特科部隊である。
地対空誘導弾ホークを運用する部隊として第301高射中隊から第333高射中隊が逐次編成されている。第334高射中隊が2007年（平成19年）3月に03式中距離地対空誘導弾への装備の更新にともない改編により新編され、以降東部方面隊、中部方面隊、西部方面隊（高射特科連隊、高射特科隊への改編に伴い廃止・改編を含む）の順に改編が進んでおり第351高射中隊までの51個中隊が編成され、各方面隊の高射特科群等に2～4個中隊ずつ計25個中隊が配備されている。第310高射中隊（下志津駐屯地）は高射教導隊に編合されて教育支援を任務としている。

### 独立高射中隊の一覧
地対空誘導弾改良ホーク改善Ⅲ型装備中隊：10個中隊
- 第301高射中隊（東千歳駐屯地 ）第1高射特科群：
- 第302高射中隊（東千歳駐屯地 ）第1高射特科群：
- 第303高射中隊（島松駐屯地 ）第1高射特科群：
- 第304高射中隊（島松駐屯地 ）第1高射特科群：
- 第310高射中隊（下志津駐屯地）高射教導隊：
- 第315高射中隊（名寄駐屯地）第4高射特科群：
- 第316高射中隊（名寄駐屯地）第4高射特科群：
- 第317高射中隊（名寄駐屯地）第4高射特科群：
- 第318高射中隊（名寄駐屯地）第4高射特科群：
- 第320高射中隊（八戸駐屯地）第5高射特科群：2018年（平成30年）3月26日廃止、2024年（令和6年）3月21日再編成[8]。

03式中距離地対空誘導弾装備中隊：15個中隊
- 第334高射中隊（下志津駐屯地）第2高射特科群：
- 第335高射中隊（朝霞駐屯地 ）第2高射特科群：
- 第336高射中隊（松戸駐屯地 ）第2高射特科群：
- 第337高射中隊（古河駐屯地 ）第2高射特科群：
- 第338高射中隊（青野原駐屯地）第8高射特科群：
- 第339高射中隊（青野原駐屯地）第8高射特科群：
- 第340高射中隊（青野原駐屯地）第8高射特科群：
- 第343高射中隊（青野原駐屯地）第8高射特科群：
- 第344高射中隊（奄美駐屯地）第3高射特科群：
- 第345高射中隊（飯塚駐屯地）第3高射特科群：
- 第346高射中隊（宮古島駐屯地）第7高射特科群：
- 第348高射中隊（石垣駐屯地）第7高射特科群：
- 第349高射中隊（飯塚駐屯地）第3高射特科群：
- 第350高射中隊（飯塚駐屯地）第3高射特科群：
- 第351高射中隊（八戸駐屯地）第5高射特科群：

独立高射中隊の配置
北海道
- 北部方面隊
  - 第1高射特科団（東千歳駐屯地）
    - 第1高射特科群（東千歳駐屯地）
      - 第301高射中隊（東千歳駐屯地）：地対空誘導弾改良ホーク改善Ⅲ型
      - 第302高射中隊（東千歳駐屯地）：地対空誘導弾改良ホーク改善Ⅲ型
      - 第303高射中隊（島松駐屯地）：地対空誘導弾改良ホーク改善Ⅲ型
      - 第304高射中隊（島松駐屯地）：地対空誘導弾改良ホーク改善Ⅲ型

    - 第4高射特科群（名寄駐屯地）
      - 第315高射中隊（名寄駐屯地）：地対空誘導弾改良ホーク改善Ⅲ型
      - 第316高射中隊（名寄駐屯地）：地対空誘導弾改良ホーク改善Ⅲ型
      - 第317高射中隊（名寄駐屯地）：地対空誘導弾改良ホーク改善Ⅲ型
      - 第318高射中隊（名寄駐屯地）：地対空誘導弾改良ホーク改善Ⅲ型

青森県
- 東北方面隊
  - 第5高射特科群（八戸駐屯地）
    - 第320高射中隊（八戸駐屯地）：地対空誘導弾改良ホーク改善Ⅲ型
    - 第351高射中隊（八戸駐屯地）：03式中距離地対空誘導弾

千葉県
- 東部方面隊
  - 第2高射特科群（松戸駐屯地 ）
    - 第334高射中隊（下志津駐屯地）：03式中距離地対空誘導弾
    - 第336高射中隊（松戸駐屯地 ）：03式中距離地対空誘導弾

- 防衛大臣直轄部隊
  - 高射学校（下志津駐屯地）
    - 高射教導隊（下志津駐屯地）
      - 第310高射中隊（下志津駐屯地）：地対空誘導弾改良ホーク改善Ⅲ型

東京都
- 東部方面隊
  - 第2高射特科群
    - 第335高射中隊（朝霞駐屯地 ）：03式中距離地対空誘導弾

茨城県
- 東部方面隊
  - 第2高射特科群
    - 第337高射中隊（古河駐屯地 ）：03式中距離地対空誘導弾

兵庫県
- 中部方面隊
  - 第8高射特科群（青野原駐屯地）
    - 第338高射中隊（青野原駐屯地）：03式中距離地対空誘導弾
    - 第339高射中隊（青野原駐屯地）：03式中距離地対空誘導弾
    - 第340高射中隊（青野原駐屯地）：03式中距離地対空誘導弾
    - 第343高射中隊（青野原駐屯地）：03式中距離地対空誘導弾

福岡県
- 西部方面隊
  - 第2高射特科団（飯塚駐屯地）
    - 第3高射特科群（飯塚駐屯地）
      - 第345高射中隊（飯塚駐屯地）：03式中距離地対空誘導弾
      - 第349高射中隊（飯塚駐屯地）：03式中距離地対空誘導弾
      - 第350高射中隊（飯塚駐屯地）：03式中距離地対空誘導弾

鹿児島県
- 西部方面隊
  - 第2高射特科団（飯塚駐屯地）
    - 第3高射特科群（飯塚駐屯地）
      - 第344高射中隊（奄美駐屯地）：03式中距離地対空誘導弾

沖縄県
- 西部方面隊
  - 第2高射特科団
    - 第7高射特科群（宮古島駐屯地）
      - 第346高射中隊（宮古島駐屯地）：03式中距離地対空誘導弾
      - 第348高射中隊（石垣駐屯地）：03式中距離地対空誘導弾

廃止された独立高射中隊の一覧
- 第305高射中隊（朝霞駐屯地 ）第2高射特科群：2009年 （平成21年）3月26日03式中距離地対空誘導弾 導入に伴い、第337高射中隊に改編。
- 第306高射中隊（朝霞駐屯地 ）第2高射特科群：2007年 （平成19年）9月03式中距離地対空誘導弾 導入に伴い、第335高射中隊に改編。
- 第307高射中隊（松戸駐屯地 ）第2高射特科群：2008年 （平成20年）3月26日03式中距離地対空誘導弾 導入に伴い、第336高射中隊に改編。
- 第308高射中隊（下志津駐屯地 ）第2高射特科群：2007年 （平成19年）3月28日03式中距離地対空誘導弾 導入に伴い、第334高射中隊に改編。
- 第309高射中隊（青野原駐屯地）第8高射特科群：2012年（平成24年）3月26日廃止。
- 第311高射中隊（飯塚駐屯地）第3高射特科群：2016年（平成28年）3月27日03式中距離地対空誘導弾導入に伴い、第344高射中隊に改編。
- 第312高射中隊（飯塚駐屯地）第3高射特科群：2017年（平成29年）3月27日03式中距離地対空誘導弾導入に伴い、第345高射中隊に改編。
- 第313高射中隊（飯塚駐屯地）第3高射特科群：2023年（令和 5年）3月16日03式中距離地対空誘導弾導入に伴い、第349高射中隊に改編。
- 第314高射中隊（飯塚駐屯地）第3高射特科群：2024年（令和 6年）3月21日03式中距離地対空誘導弾導入に伴い、第350高射中隊に改編。
- 第319高射中隊（初代）（八戸駐屯地）第5高射特科群：2018年（平成30年）3月27日第5高射特科群を廃止し、第101高射特科隊を新編。
- 第319高射中隊（二代）（八戸駐屯地）第5高射特科群：2025年（令和 7年）3月23日第03式中距離地対空誘導弾導入に伴い、第351高射中隊に改編。
- 第320高射中隊（初代）（八戸駐屯地）第5高射特科群：2018年（平成30年）3月27日第5高射特科群を廃止し、第101高射特科隊を新編。
- 第321高射中隊（八戸駐屯地）第5高射特科群：2018年（平成30年）3月27日第5高射特科群を廃止し、第101高射特科隊を新編。
- 第322高射中隊（八戸駐屯地）第5高射特科群：2018年（平成30年）3月27日第5高射特科群を廃止し、第101高射特科隊を新編。
- 第323高射中隊（白川分屯地）第6高射特科群：2014年（平成26年）3月26日第15高射特科連隊第3高射中隊に改編（03式中距離地対空誘導弾装備）。
- 第324高射中隊（勝連分屯地）第6高射特科群：2013年（平成25年）3月26日03式中距離地対空誘導弾導入に伴い、第342高射中隊に改編。
- 第325高射中隊（知念分屯地）第6高射特科群：2012年（平成24年）3月26日03式中距離地対空誘導弾導入に伴い、第341高射中隊に改編。
- 第326高射中隊（南与座分屯地）第6高射特科群：2014年（平成26年）3月26日第15高射特科連隊第4高射中隊に改編（11式短距離地対空誘導弾装備）。
- 第327高射中隊（竹松駐屯地）第7高射特科群：2022年（令和 4年）3月17日廃止し、第102高射特科隊に改編。
- 第328高射中隊（竹松駐屯地）第7高射特科群：2021年（令和 3年）3月18日03式中距離地対空誘導弾導入に伴い、第347高射中隊に改編。
- 第329高射中隊（竹松駐屯地）第7高射特科群：2018年（平成30年）3月27日03式中距離地対空誘導弾導入に伴い、第346高射中隊に改編。
- 第330高射中隊（竹松駐屯地）第7高射特科群：2018年（平成30年）3月27日03式中距離地対空誘導弾導入に伴い、第346高射中隊に改編。
- 第333高射中隊（青野原駐屯地）第8高射特科群：2012年（平成24年）3月26日03式中距離地対空誘導弾導入に伴い、第340高射中隊に改編。
- 第331高射中隊（青野原駐屯地）第8高射特科群：2010年（平成22年）3月26日03式中距離地対空誘導弾導入に伴い、第338高射中隊に改編。
- 第332高射中隊（青野原駐屯地）第8高射特科群：2011年（平成23年）4月22日03式中距離地対空誘導弾導入に伴い、第339高射中隊に改編。
- 第341高射中隊（知念分屯地）第6高射特科群：2014年（平成26年）3月26日第15高射特科連隊第1高射中隊に改編（03式中距離地対空誘導弾装備）。
- 第342高射中隊（勝連分屯地）第6高射特科群：2014年（平成26年）3月26日第15高射特科連隊第2高射中隊に改編（03式中距離地対空誘導弾装備）。
- 第347高射中隊（竹松駐屯地）第7高射特科群：2022年（令和4年）3月17日、第348高射中隊に改称（03式中距離地対空誘導弾装備）。

### 高射特科群・独立高射中隊の沿革
※各高射特科群等の沿革の集約（高射中隊の編成時期に前後あり）
- 1954年（昭和29年）
  - 9月25日：

  1. 第1高射特科群 が第1特科団隷下に北千歳駐屯地で新編。第1高射特科群本部、本部中隊および第301高射運用隊が北千歳駐屯地において編成完結し、第1高射特科群に編合。
  2. 第106特科大隊（函館駐屯地：40mm高射機関砲）を第1高射特科群に編合。
  3. 第116特科大隊（M2 90mm高射砲）が浜松駐屯地で編成され、第1高射特科群に編合。
    - ※編成（第1高射特科群本部、本部中隊、第301高射運用隊、第106特科大隊、第116特科大隊）

  - 10月18日：第1高射特科群本部および本部中隊、第301高射運用隊が北千歳駐屯地から東千歳駐屯地へ移駐。
  - 10月20日：第116特科大隊が浜松駐屯地から東千歳駐屯地へ移駐。
  - 12月15日：第106特科大隊が函館駐屯地から東千歳駐屯地へ移駐。

- 1955年（昭和30年）11月10日：第106特科大隊が東千歳駐屯地から真駒内駐屯地へ移駐。

- 1956年（昭和31年）1月25日：

1. 第116特科大隊（東千歳駐屯地）を母体に第118特科大隊（東千歳駐屯地：M1 90mm高射砲）が編成完結。第1高射特科群に編合。
  - ※編成（第1高射特科群本部、本部中隊、第301高射運用隊、第106特科大隊（真駒内駐屯地）、第116特科大隊、第118特科大隊）
2. 第2高射特科群が陸上自衛隊高射学校の隷下部隊として下志津駐屯地において編成完結。
  - ※編成（第2高射特科群本部、本部中隊、第115特科大隊（40mm高射機関砲）、第119特科大隊（90mm高射砲M1）、第302高射運用隊）

- 1959年（昭和34年）
  - 3月11日：第106特科大隊（真駒内駐屯地）を廃止。
  - 3月12日：第121特科大隊、第122特科大隊（いずれもM51 75mm高射砲（Skysweeper）装備）が真駒内駐屯地において新編。第1高射特科群に隷属。
  - 3月21日：第115特科大隊（下志津駐屯地）を改編し、第123特科大隊、第124特科大隊（いずれもM51 75mm高射砲 （Skysweeper）装備）が下志津駐屯地で新編。　
  - 3月30日：第122特科大隊が真駒内駐屯地から八戸駐屯地へ移駐し、第9混成団隷下に編合。　　
  - 8月20日：第121特科大隊が真駒内駐屯地から東千歳駐屯地へ移駐。
    - ※編成（第1高射特科群本部、本部中隊、第301高射運用隊、第116特科大隊、第118特科大隊、第121特科大隊）
- 1960年（昭和35年）11月10日：第124特科大隊が東部方面隊隷下に編成替えとなり、下志津駐屯地から朝霞駐屯地に移駐。

- 1965年 （昭和40年）1月20日：

1. 第121特科大隊（東千歳駐屯地）を廃止。
2. 地対空誘導弾ホークを運用する第102高射大隊および第302高射搬送通信隊が東千歳駐屯地で、第102高射直接支援隊が島松駐屯地で編成完結。
  - ※編成（第1高射特科群本部、本部中隊、第301高射運用隊、第116特科大隊、第118特科大隊、第102高射大隊、第302高射搬送通信隊）

- 1966年（昭和41年）8月3日：

1. 第102高射直接支援隊（島松駐屯地）が第102高射大隊に隷属。
2. 第2高射特科群が東部方面隊隷下に編入され、群本部および本部中隊、第302高射運用隊が下志津駐屯地から朝霞駐屯地に移駐。
3. 第119特科大隊（下志津駐屯地）、第123特科大隊（下志津駐屯地）が陸上自衛隊高射学校隷下に編成替え。
  - ※編成（第2高射特科群本部、本部中隊、第123特科大隊、第302高射運用隊）

- 1967年（昭和42年）
  - 3月20日：第2高射特科群が地対空誘導弾ホーク を運用する部隊として朝霞駐屯地で編成完結（改編）。
    - ※編成（第2高射特科群本部、本部中隊、第103高射大隊、第103高射直接支援隊、第124特科大隊、第302高射運用隊）

  - 8月10日：第2高射特科群本部および本部中隊、第103高射大隊本部および本部管理中隊、第3中隊、第303高射搬送通信隊本部、第302高射運用隊が朝霞駐屯地から松戸駐屯地 に移駐。

- 1969年 （昭和44年）3月1日：廃止した第119特科大隊（下志津駐屯地）および第123特科大隊（下志津駐屯地）の一部を改編して高射教導隊（2個大隊基幹）が下志津駐屯地で新編。
※新編時の編成
  - 第1大隊（本部管理中隊、第1中隊（75mm高射砲）、第2中隊（35mm2連装高射機関砲 L-90）、第3中隊（従来の高射火器））
  - 第2大隊（本部管理中隊、第4中隊（地対空誘導弾ホーク 1セットを装備：国産初号機）、直接支援隊）
- 1970年 （昭和45年）8月5日：

1. 第116特科大隊が東千歳駐屯地から飯塚駐屯地へ移駐。
2. 高射学校隷下の第123特科大隊（下志津駐屯地）を廃止し、地対空誘導弾ホーク装備部隊として第309高射中隊、第310高射中隊を高射教導隊第2大隊隷下に下志津駐屯地で新編。

- 1971年 （昭和46年）3月25日：
  - 第1高射特科群の改編。
    1. 第102高射大隊（東千歳駐屯地）を廃止し、第301～第304射撃中隊を東千歳駐屯地に新編。
    2. 第301高射運用隊（東千歳駐屯地）を廃止。
    3. 第302高射搬送通信隊（東千歳駐屯地）を第301高射搬送通信中隊に改称。
    4. 第118特科大隊（東千歳駐屯地）および無線誘導標的機隊（静内分屯地 ）が第1特科団直轄となる。
      - ※編成（第1高射特科群本部、本部中隊、第301～第304射撃中隊、第301高射搬送通信中隊、第102高射直接支援隊）

  - 第2高射特科群の改編。
    1. 第103高射大隊（松戸駐屯地）を廃止し、第305～第308射撃中隊を松戸駐屯地で新編[要出典]。
    2. 第302高射運用隊（松戸駐屯地）を廃止。
    3. 第124特科大隊（朝霞駐屯地）が東部方面隊隷下に異動。
      - ※編成（第2高射特科群本部、本部中隊、第305～第308射撃中隊、第303高射搬送通信隊、第103高射直接支援隊）

  - 第116特科大隊（飯塚駐屯地）を廃止改編し、第3高射特科群が飯塚駐屯地に新編。
    1. 第311～314射撃中隊を飯塚駐屯地で新編。
    2. 第303高射搬送通信中隊を飯塚駐屯地で新編。
    3. 第104高射直接支援隊を飯塚駐屯地で新編。
      - ※ 編成（第3高射特科群本部、本部管理中隊、第311～314射撃中隊、第303高射搬送通信中隊、第104高射直接支援隊）

第1高射団の新編
- 1972年（昭和47年）
  - 3月24日：
    1. 第1特科団第118特科大隊（M1 90mm高射砲を装備）を廃止改編して、第4高射特科群が名寄駐屯地で新編。第315高射中隊～第318高射中隊を名寄駐屯地で新編。
      - ※ 編成（第4高射特科群本部、本部管理中隊、第315～318射撃中隊、第304高射搬送通信中隊、第105高射直接支援隊）

    2. 新編された第1高射団隷下に第1特科群および第4特科群が編合。

  - 5月15日：第1高射特科群の第301～第304射撃中隊が第301～第304高射中隊に称号変更。
  - 8月1日：第6高射特科群が第124特科大隊を母体として朝霞駐屯地で新編。東部方面隊に隷属。
    - ※編成（第6高射特科群本部、本部管理中隊、第323～第326高射中隊、第306高射搬送通信中隊、第107高射直接支援隊）

  - 10月：
    1. 第2高射特科群の第305～第308射撃中隊が第305～第308高射中隊に改称。
    2. 第303高射搬送通信隊が第302高射搬送通信中隊に改称。
- 1973年（昭和48年）
  - 1月30日：第6高射特科群が那覇駐屯地に移駐開始。
  - 2月23日：第6高射特科群が西部方面隊隷下に直轄部隊として編入。
  - 3月25日：第6高射特科群が那覇駐屯地に移駐完了。
  - 3月27日：第5高射特科群を第122特科大隊を廃止改編し、八戸駐屯地で新編。第319～第322高射中隊を八戸駐屯地で新編。
    - ※ 編成（第5高射特科群本部、本部管理中隊、第319～第322高射中隊、第305高射搬送通信中隊、第106高射直接支援隊）

  - 4月13日：

  1. 与座分屯地開設に伴い、第6高射特科群本部、本部管理中隊、第306高射搬送通信中隊、第107高射直接支援隊が駐屯開始。
  2. 知念分屯地開設に伴い、第325高射中隊が駐屯開始。

  - 4月16日：南与座分屯地開設に伴い、第326高射中隊が駐屯開始。
  - 5月1日：

  1. 白川分屯地開設に伴い、第323高射中隊が駐屯開始。
  2. 勝連分屯地開設に伴い、第324高射中隊が駐屯開始。

  - 7月1日：第6高射特科群が防空任務の実働開始。

第2高射団の新編
- 1973年（昭和48年）
  - 8月1日：第3高射特科群が第2高射団に編合。
  - 10月16日：第6高射特科群が第1混成団に隷属。

- 1974年（昭和49年）
  - 3月26日：第3高射特科群隷下に第327高射中隊、第328高射中隊が新編。
  - 8月1日：第7高射特科群が竹松駐屯地で編成完結。第2高射団に隷属。

  1. 第3高射特科群隷下の第327高射中隊、第328高射中隊を隷下に編合。
  2. 第329高射中隊、第330高射中隊が竹松駐屯地で新編。
  3. 第307高射搬送通信中隊が竹松駐屯地で新編。
  4. 第108高射直接支援隊が竹松駐屯地で新編。
    - ※ 編成（第7高射特科群本部、本部管理中隊、第327～第330高射中隊、第307高射搬送通信中隊、第108高射直接支援隊）

高射特科団に改称
- 1976年（昭和51年）8月20日：

1. 第1高射団が第1高射特科団に称号変更。
2. 第2高射団が第2高射特科団に称号変更。
3. 第8高射特科群が青野原駐屯地で新編。
  1. 高射教導隊隷下の第309高射中隊が下志津駐屯地から青野原駐屯地に移駐し第8高射特科群隷下に編合。
  2. 第331～第333高射中隊が青野原駐屯地で新編。
  3. 第308高射搬送通信中隊が青野原駐屯地で新編。
  4. 第109高射直接支援隊が青野原駐屯地で新編。
    - ※ 編成（第8高射特科群本部、本部管理中隊、第309高射中隊、第331～第333高射中隊、第308高射搬送通信中隊、第109高射直接支援隊）

- 1982年（昭和57年）3月25日：第4高射特科群隷下の第315、第316、第317、第318高射中隊および第105高射直接支援隊が改良ホークへの換装により改編。
- 1987年（昭和62年）3月26日：第3高射特科群が地対空ミサイルホークが基本型から改良型に換装。
- 1996年（平成 8年）3月31日：第4高射特科群が改良ホーク改善Ⅲ型への換装を完了。

高射直接支援大隊の新編
- 2000年（平成12年）3月28日：第1高射特科団の改編。

1. 第1高射特科群の第102高射直接支援隊を廃止し、整備部門を北部方面後方支援隊第101高射直接支援大隊第1直接支援中隊へ移管。
2. 第4高射特科群の第105高射直接支援隊を廃止し、整備部門を北部方面後方支援隊第101高射直接支援大隊第2直接支援中隊へ移管。

- 2002年（平成14年）3月27日：第2高射特科群の第103高射直接支援隊を廃止し、整備部門を東部方面後方支援隊第301高射直接支援中隊へ移管。

- 2003年（平成15年）3月27日：第2高射特科団の改編。

1. 第3高射特科群の第104高射直接支援隊を廃止し、整備部門を西部方面後方支援隊第102高射直接支援大隊第1直接支援中隊へ移管。
2. 第7高射特科群の第108高射直接支援隊を廃止し、整備部門を西部方面後方支援隊第102高射直接支援大隊第2直接支援中隊へ移管。

- 2004年（平成16年）3月29日：第8高射特科群の第109高射直接支援隊を廃止し、整備部門を中部方面後方支援隊第302高射直接支援中隊隊へ移管。
- 2006年（平成18年）3月27日：第5高射特科群の第106高射直接支援隊を廃止し、整備部門を東北方面後方支援隊第303高射直接支援中隊へ移管。

03式中距離地対空誘導弾の装備開始
- 2007年（平成19年）
  - 3月28日：03式中距離地対空誘導弾導入に伴い、第308高射中隊（松戸駐屯地）を第334高射中隊に改編。
  - 9月：03式中距離地対空誘導弾導入に伴い、第306高射中隊（松戸駐屯地）を第335高射中隊に改編。
- 2008年（平成20年）3月26日：03式中距離地対空誘導弾導入に伴い、第307高射中隊（松戸駐屯地）を第336高射中隊に改編。
- 2009年（平成21年）
  - 3月26日：03式中距離地対空誘導弾 導入に伴い、第305高射中隊（松戸駐屯地）を第337高射中隊に改編。
  - 3月30日：第337高射中隊が朝霞駐屯地から古河駐屯地へ移駐。
  - 7月31日：第8高射特科群へ03式中距離地対空誘導弾の配備を開始。
- 2010年（平成22年）
  - 3月25日：第6高射特科群の第107高射直接支援隊を廃止し、整備部門を第15後方支援隊高射直接支援中隊へ移管。
  - 3月26日：第331高射中隊（青野原駐屯地）が第338高射中隊 （03式中距離地対空誘導弾装備）に改編。
- 2011年（平成23年）4月22日：第332高射中隊（青野原駐屯地）が第339高射中隊に改編。
- 2012年（平成24年）
  - 3月25日：第309高射中隊（青野原駐屯地）を廃止。
  - 3月26日：

  1. 第333高射中隊（青野原駐屯地）を第340高射中隊（03式中距離地対空誘導弾装備）に改編。
  2. 第325高射中隊（知念分屯地）を第341高射中隊（03式中距離地対空誘導弾装備）に改編。
- 2013年（平成25年）3月26日：第324高射中隊（勝連分屯地 ）を第342高射中隊（03式中距離地対空誘導弾装備）に改編。
- 2014年（平成26年）
  - 3月25日：第6高射特科群（八重瀬分屯地）を廃止。
  - 3月26日：第15高射特科連隊を八重瀬分屯地に新編。

  1. 第323高射中隊（白川分屯地）を第3高射中隊（03式中距離地対空誘導弾装備）に改編。
  2. 第326高射中隊（南与座分屯地）を第4高射中隊（11式短距離地対空誘導弾装備）に改編。
  3. 第341高射中隊（知念分屯地）を第1高射中隊（03式中距離地対空誘導弾装備）に改編。
  4. 第342高射中隊（勝連分屯地）を第2高射中隊（03式中距離地対空誘導弾装備）に改編。
  5. 第306高射搬送通信中隊（八重瀬分屯地）を高射搬送通信中隊に改称。

- 2015年（平成27年）3月26日：

1. 第343高射中隊（03式中距離地対空誘導弾 装備）を青野原駐屯地で新編。
2. 第311高射中隊（飯塚駐屯地）に03式中距離地対空誘導弾の配備を開始。

- 2016年（平成28年）3月27日：第311高射中隊（飯塚駐屯地）を第344高射中隊（03式中距離地対空誘導弾装備）に改編。
- 2017年（平成29年）3月27日：第312高射中隊（飯塚駐屯地）を第345高射中隊（03式中距離地対空誘導弾装備）に改編。

独立高射特科隊の新編
- 2018年（平成30年）3月27日：
  1. 第5高射特科群の廃止により、第319～第322高射中隊（八戸駐屯地）を廃止・改編し、第101高射特科隊を八戸駐屯地で新編。
  2. 第329高射中隊、第330高射中隊（竹松駐屯地）を廃止・改編し、第346高射中隊（03式中距離地対空誘導弾装備）を竹松駐屯地で新編。

- 2019年（平成31年）3月26日：第344高射中隊が飯塚駐屯地から奄美駐屯地へ移駐。
- 2020年（令和  2年）3月26日：第7高射特科群本部、本部管理中隊、第346高射中隊および第307高射搬送通信中隊の一部が竹松駐屯地から宮古島駐屯地へ移駐。
- 2021年（令和  3年）3月18日：第328高射中隊（竹松駐屯地）を廃止し、第347高射中隊（03式中距離地対空誘導弾装備）に改編。
- 2022年（令和  4年）3月17日：

1. 第327高射中隊（竹松駐屯地）を第102高射特科隊に改編し、第2高射特科団直轄となる。
2. 第347高射中隊（竹松駐屯地）を第348高射中隊に改称。

- 2023年（令和  5年）3月16日：

1. 第348高射中隊が竹松駐屯地から石垣駐屯地へ移駐。
2. 第313高射中隊（飯塚駐屯地）を廃止し、第349高射中隊（03式中距離地対空誘導弾装備）に改編。

- 2024年（令和  6年）
  - 3月20日：第101高射特科隊（八戸駐屯地）を廃止。
  - 3月21日：

  1. 第5高射特科群を八戸駐屯地に再編成。第319高射中隊・第320高射中隊を再編成。
  2. 第314高射中隊（飯塚駐屯地）を廃止し、第350高射中隊（03式中距離地対空誘導弾装備）に改編。
  3. 第1高射特科群第302高射中隊が北千歳駐屯地から東千歳駐屯地へ移駐。
- 2025年（令和  7年）3月24日：第319高射中隊（八戸駐屯地）を廃止し、第351高射中隊（03式中距離地対空誘導弾装備）に改編。

### 独立高射中隊の概要

#### 第301～第333高射中隊（地対空誘導弾改良ホークを装備した部隊）
第301高射中隊（だいサンマルイチこうしゃちゅうたい）は、東千歳駐屯地に駐屯する第1高射特科群隷下の高射特科部隊である。
- 改編部隊：第301射撃中隊
- 創設　　：1972年（昭和47年）5月15日
- 部隊長　：3等陸佐
- 隊旗　　：濃黄の中隊旗（甲）
- 編成地　：東千歳駐屯地
- 車両表示：301高
- 主要装備：地対空誘導弾改良ホーク改善Ⅲ型
- 上級部隊：第1高射特科群
- 備　　考：

第302高射中隊（だいサンマルニこうしゃちゅうたい）は、陸上自衛隊東千歳駐屯地に駐屯する第1高射特科群隷下の高射特科部隊である。
- 改編部隊：第302射撃中隊
- 創設　　：1972年（昭和47年）5月15日
- 部隊長　：3等陸佐
- 隊旗　　：濃黄の中隊旗（甲）
- 編成地　：東千歳駐屯地
- 車両表示：302高
- 主要装備：地対空誘導弾改良ホーク改善Ⅲ型
- 駐屯地　：

1. 北千歳駐屯地：不明から2024年（令和6年）3月20日の間。
2. 東千歳駐屯地：2024年（令和6年）3月21日から

- 上級部隊：第1高射特科群
- 備　　考：

第303高射中隊（だいサンマルサンこうしゃちゅうたい）は、陸上自衛隊島松駐屯地に駐屯する第1高射特科群隷下の高射特科部隊である。
- 改編部隊：第303射撃中隊
- 創設　　：1972年（昭和47年）5月15日
- 部隊長　：3等陸佐
- 隊旗　　：濃黄の中隊旗（甲）
- 編成地　：島松駐屯地
- 車両表示：303高
- 主要装備：地対空誘導弾改良ホーク改善Ⅲ型
- 上級部隊：第1高射特科群サンマルヨン
- 備　　考：

第304高射中隊（だいサンマルヨンこうしゃちゅうたい）は、陸上自衛隊島松駐屯地に駐屯する第1高射特科群隷下の高射特科部隊である。
- 改編部隊：第304射撃中隊
- 創設　　：1972年（昭和47年）5月15日
- 部隊長　：3等陸佐
- 隊旗　　：濃黄の中隊旗（甲）
- 編成地　：島松駐屯地
- 車両表示：304高
- 主要装備：地対空誘導弾改良ホーク改善Ⅲ型
- 上級部隊：第1高射特科群
- 備　　考：

第305高射中隊（だいサンマルゴこうしゃちゅうたい）は、陸上自衛隊朝霞駐屯地に駐屯していた第2高射特科群隷下の高射特科部隊で2009年 （平成21年）3月26日に廃止し、第337高射中隊に改編された。
- 改編部隊：第305射撃中隊
- 創設　　：1972年（昭和47年）10月
- 部隊長　：3等陸佐
- 隊旗　　：濃黄の中隊旗（甲）
- 編成地　：朝霞駐屯地
- 車両表示：305高
- 主要装備：地対空誘導弾改良ホーク
- 上級部隊：第2高射特科群
- 廃止　　：2009年 （平成21年）3月26日
- 廃止地　：朝霞駐屯地
- 後継部隊：第337高射中隊
- 備　　考：：03式中距離地対空誘導弾導入に伴い改編。

第306高射中隊（だいサンマルロクこうしゃちゅうたい）は、陸上自衛隊朝霞駐屯地に駐屯していた第2高射特科群隷下の高射特科部隊で2007年 （平成19年）9月に廃止し、第335高射中隊に改編された。
- 改編部隊：第306射撃中隊
- 創設　　：1972年（昭和47年）10月
- 部隊長　：3等陸佐
- 隊旗　　：濃黄の中隊旗（甲）
- 編成地　：朝霞駐屯地
- 車両表示：306高
- 主要装備：地対空誘導弾改良ホーク
- 上級部隊：第2高射特科群
- 廃止　　：2007年 （平成19年）9月
- 廃止地　：朝霞駐屯地
- 後継部隊：第335高射中隊
- 備　　考：03式中距離地対空誘導弾導入に伴い改編。

第307高射中隊（だいサンマルナナこうしゃちゅうたい）は、陸上自衛隊松戸駐屯地に駐屯していた第2高射特科群隷下の高射特科部隊で2008年 （平成20年）3月26日に廃止し、第336高射中隊に改編された。
- 改編部隊：第307射撃中隊
- 創設　　：1972年（昭和47年）10月
- 部隊長　：3等陸佐
- 隊旗　　：濃黄の中隊旗（甲）
- 編成地　：松戸駐屯地
- 車両表示：307高
- 主要装備：地対空誘導弾改良ホーク
- 上級部隊：第2高射特科群
- 廃止　　：2008年 （平成20年）3月26日
- 廃止地　：松戸駐屯地
- 後継部隊：第336高射中隊
- 備　　考：03式中距離地対空誘導弾導入に伴い改編。

第308高射中隊（だいサンマルハチこうしゃちゅうたい）は、陸上自衛隊下志津駐屯地に駐屯していた第2高射特科群隷下の高射特科部隊で2007年 （平成19年）3月28日に廃止し、第334高射中隊に改編された。
- 改編部隊：第308射撃中隊
- 創設　　：1972年（昭和47年）10月
- 部隊長　：3等陸佐
- 隊旗　　：濃黄の中隊旗（甲）
- 編成地　：下志津駐屯地
- 車両表示：308高
- 主要装備：地対空誘導弾改良ホーク
- 上級部隊：第2高射特科群
- 廃止　　：2007年 （平成19年）3月28日
- 廃止地　：下志津駐屯地
- 後継部隊：第334高射中隊
- 備　　考：03式中距離地対空誘導弾導入に伴い改編。

第309高射中隊（だいサンマルキュウこうしゃちゅうたい）は、陸上自衛隊青野原駐屯地に駐屯していた第8高射特科群隷下の高射特科部隊で2012年 （平成24年）3月26日に廃止された。
- 改編部隊：第123特科大隊の一部
- 創設　　：1970年 （昭和45年）8月5日
- 編成地　：下志津駐屯地
- 部隊長　：3等陸佐
- 隊旗　　：濃黄の中隊旗（甲）
- 車両表示：309高
- 主要装備：地対空誘導弾改良ホーク

- 上級部隊：

1. 高射教導隊第2大隊：1970年（昭和45年）8月5日～1976年（昭和51年）8月19日
2. 第8高射特科群：1976年（昭和51年）8月20日～2012年 （平成24年）3月26日

- 駐屯地　：

1. 下志津駐屯地：1970年（昭和45年）8月5日～1976年（昭和51年）8月19日
2. 青野原駐屯地：1976年（昭和51年）8月20日～2012年 （平成24年）3月26日

- 廃止　　：2012年 （平成24年）3月26日
- 廃止地　：青野原駐屯地
- 後継部隊：なし
- 備　　考：

第310高射中隊（だいサンヒトマルこうしゃちゅうたい）は、陸上自衛隊下志津駐屯地に駐屯する高射教導隊隷下の高射特科部隊である。
- 改編部隊：第123特科大隊の一部
- 創設　　：1970年 （昭和45年）8月5日
- 編成地　：下志津駐屯地
- 部隊長　：3等陸佐
- 隊旗　　：濃黄の中隊旗（甲）
- 車両表示：310高
- 上級部隊：

1. 高射教導隊第2大隊：1970年（昭和45年）8月5日～
2. 高射教導隊直轄：時期不明

- 主要装備：地対空誘導弾改良ホーク改善Ⅲ型
- 備　　考：一般部隊以外に編合された高射中隊。

第311高射中隊（だいサンヒトヒトこうしゃちゅうたい）は、陸上自衛隊飯塚駐屯地（福岡県 飯塚市）に駐屯していた第3高射特科群隷下の高射特科部隊で2016年 （平成28年）3月26日に廃止され第344高射中隊に改編された。
- 改編部隊：第311射撃中隊
- 創設　　：1971年（昭和46年）3月25日
- 編成地　：飯塚駐屯地
- 部隊長　：3等陸佐
- 隊旗　　：濃黄の中隊旗（甲）
- 車両表示：311高
- 上級部隊：第3高射特科群（1971年（昭和46年）3月25日～2016年 （平成28年）3月26日）
- 廃止　　：2016年 （平成28年）3月26日
- 廃止地　：飯塚駐屯地
- 後継部隊：第344高射中隊
- 主要装備：地対空誘導弾改良ホーク改善Ⅱ型
- 備　　考：2015年（平成27年）3月26日に03式中距離地対空誘導弾の配備を開始し、完了により改編。

第312高射中隊（だいサンヒトニこうしゃちゅうたい）は、陸上自衛隊飯塚駐屯地（福岡県 飯塚市）に駐屯していた第3高射特科群隷下の高射特科部隊で2017年 （平成29年）3月26日に廃止され第345高射中隊に改編された。
- 改編部隊：第312射撃中隊
- 創設　　：1971年（昭和46年）3月25日
- 編成地　：飯塚駐屯地
- 部隊長　：3等陸佐
- 隊旗　　：濃黄の中隊旗（甲）
- 車両表示：312高
- 上級部隊：第3高射特科群（1971年（昭和46年）3月25日～2017年 （平成29年）3月26日）
- 廃止　　：2017年 （平成29年）3月26日
- 廃止地　：飯塚駐屯地
- 後継部隊：第345高射中隊
- 主要装備：地対空誘導弾改良ホーク改善Ⅱ型
- 備　　考：03式中距離地対空誘導弾装備に伴う改編。

第313高射中隊（だいサンヒトサンこうしゃちゅうたい）は、陸上自衛隊飯塚駐屯地（福岡県 飯塚市）に駐屯していた第3高射特科群隷下の高射特科部隊で2023年（令和 5年）3月15日に廃止され第349高射中隊に改編された。
- 改編部隊：第313射撃中隊
- 創設　　：1971年（昭和46年）3月25日
- 編成地　：飯塚駐屯地
- 部隊長　：3等陸佐
- 隊旗　　：濃黄の中隊旗（甲）
- 車両表示：313高
- 上級部隊：第3高射特科群（1971年（昭和46年）3月25日～2023年（令和 5年）3月15日）
- 廃止　　：2023年（令和 5年）3月15日
- 廃止地　：飯塚駐屯地
- 後継部隊：第349高射中隊
- 主要装備：地対空誘導弾改良ホーク改善Ⅲ型
- 備　　考：03式中距離地対空誘導弾装備に伴う改編。

第314高射中隊（だいサンヒトヨンこうしゃちゅうたい）は、陸上自衛隊飯塚駐屯地（福岡県 飯塚市）に駐屯していた第3高射特科群隷下の高射特科部隊で2023年（令和 5年）3月15日に廃止され第349高射中隊に改編された。
- 改編部隊：第314射撃中隊
- 創設　　：1971年（昭和46年）3月25日
- 隊旗　　：濃黄の中隊旗（甲）
- 部隊長　：3等陸佐
- 編成地　：飯塚駐屯地
- 車両表示：314高
- 上級部隊：第3高射特科群（1971年（昭和46年）3月25日～2024年（令和 6年）3月21日）
- 廃止　　：2024年（令和 6年）3月21日
- 廃止地　：飯塚駐屯地
- 後継部隊：第350高射中隊
- 主要装備：地対空誘導弾改良ホーク改善Ⅲ型
- 備　　考：03式中距離地対空誘導弾装備に伴う改編。

第315高射中隊（だいサンヒトゴこうしゃちゅうたい）は、陸上自衛隊名寄駐屯地（北海道 名寄市）に駐屯する第4高射特科群隷下の高射特科部隊である。
- 創設　　：1972年（昭和47年）3月24日
- 編成地　：名寄駐屯地
- 部隊長　：3等陸佐
- 隊旗　　：濃黄の中隊旗（甲）
- 車両表示：315高
- 上級部隊：第4高射特科群（1972年（昭和47年）3月24日～）
- 主要装備：地対空誘導弾改良ホーク改善Ⅲ型
- 備　　考：

第316高射中隊（だいサンヒトロクこうしゃちゅうたい）は、陸上自衛隊名寄駐屯地（北海道 名寄市）に駐屯する第4高射特科群隷下の高射特科部隊である。
- 創設　　：1972年（昭和47年）3月24日
- 編成地　：名寄駐屯地
- 部隊長　：3等陸佐
- 隊旗　　：濃黄の中隊旗（甲）
- 車両表示：316高
- 上級部隊：第4高射特科群（1972年（昭和47年）3月24日～）
- 主要装備：地対空誘導弾改良ホーク改善Ⅲ型
- 備　　考：

第317高射中隊（だいサンヒトナナこうしゃちゅうたい）は、陸上自衛隊名寄駐屯地（北海道 名寄市）に駐屯する第4高射特科群隷下の高射特科部隊である。
- 創設　　：1972年（昭和47年）3月24日
- 編成地　：名寄駐屯地
- 部隊長　：3等陸佐
- 隊旗　　：濃黄の中隊旗（甲）
- 車両表示：317高
- 上級部隊：第4高射特科群（1972年（昭和47年）3月24日～）
- 主要装備：地対空誘導弾改良ホーク改善Ⅲ型
- 備　　考：

第318高射中隊（だいサンヒトハチこうしゃちゅうたい）は、陸上自衛隊名寄駐屯地（北海道 名寄市）に駐屯する第4高射特科群隷下の高射特科部隊である。
- 創設　　：1972年（昭和47年）3月24日
- 編成地　：名寄駐屯地
- 部隊長　：3等陸佐
- 隊旗　　：濃黄の中隊旗（甲）
- 車両表示：318高
- 上級部隊：第4高射特科群（1972年（昭和47年）3月24日～）
- 主要装備：地対空誘導弾改良ホーク改善Ⅲ型
- 備　　考：

第319高射中隊（だいサンヒトキュウこうしゃちゅうたい）は、陸上自衛隊八戸駐屯地（青森県 八戸市）に駐屯していた第5高射特科群隷下の高射特科部隊で2025年（令和7年）3月23日に廃止され第351高射中隊に改編された。
- 改編部隊：第122特科大隊
- 創設　　：1973年（昭和48年）3月27日
- 編成地　：八戸駐屯地
- 部隊長　：3等陸佐
- 隊旗　　：濃黄の中隊旗（甲）
- 車両表示：319高
- 上級部隊：第5高射特科群
- 廃止　　：2018年（平成30年）3月26日
- 廃止地　：八戸駐屯地
- 後継部隊：第101高射特科隊
- 再編成　：2024年（令和6年）3月21日
- 再編成地：八戸駐屯地
- 再廃止   ：2025年（令和7年）3月23日
- 廃止地　：八戸駐屯地
- 後継部隊：第351高射中隊
- 主要装備：地対空誘導弾改良ホーク改善Ⅲ型
- 備　　考：第5高射特科群再編に伴い、2024年（令和6年）に再編成。03式中距離地対空誘導弾装備に伴い改編。

第320高射中隊（だいサンニイマルこうしゃちゅうたい）は、陸上自衛隊八戸駐屯地（青森県 八戸市）に駐屯する第5高射特科群隷下の高射特科部隊である。
- 改編部隊：第122特科大隊
- 創設　　：1973年（昭和48年）3月27日
- 編成地　：八戸駐屯地
- 部隊長　：3等陸佐
- 隊旗　　：濃黄の中隊旗（甲）
- 車両表示：320高
- 上級部隊：第5高射特科群
- 廃止　　：2018年（平成30年）3月26日
- 廃止地　：八戸駐屯地
- 後継部隊：第101高射特科隊
- 再編成　：2024年（令和6年）3月21日
- 再編成地：八戸駐屯地
- 主要装備：地対空誘導弾改良ホーク改善Ⅲ型
- 備　　考：第5高射特科群再編に伴い、2024年（令和6年）に再編成。

第321高射中隊（だいサンニイヒトこうしゃちゅうたい）は、陸上自衛隊八戸駐屯地（青森県 八戸市）に駐屯していた第5高射特科群隷下の高射特科部隊で2018年（平成30年）3月26日に廃止され、第101高射特科隊に改編された。
- 改編部隊：第122特科大隊
- 創設　　：1973年（昭和48年）3月27日
- 編成地　：八戸駐屯地
- 部隊長　：3等陸佐
- 隊旗　　：濃黄の中隊旗（甲）
- 車両表示：321高
- 上級部隊：第5高射特科群
- 廃止　　：2018年（平成30年）3月26日
- 廃止地　：八戸駐屯地
- 主要装備：地対空誘導弾改良ホーク改善Ⅲ型
- 後継部隊：第101高射特科隊
- 備　　考：第5高射特科群を廃止し、第101高射特科隊を新編。

第322高射中隊（だいサンニイニイこうしゃちゅうたい）は、陸上自衛隊八戸駐屯地（青森県 八戸市）に駐屯していた第5高射特科群隷下の高射特科部隊で2018年（平成30年）3月26日に廃止され、第101高射特科隊に改編された。
- 改編部隊：第122特科大隊
- 創設　　：1973年（昭和48年）3月27日
- 編成地　：八戸駐屯地
- 部隊長　：3等陸佐
- 隊旗　　：濃黄の中隊旗（甲）
- 車両表示：322高
- 上級部隊：第5高射特科群
- 廃止　　：2018年（平成30年）3月26日
- 廃止地　：八戸駐屯地
- 主要装備：地対空誘導弾改良ホーク改善Ⅲ型
- 後継部隊：第101高射特科隊
- 備　　考：第5高射特科群を廃止し、第101高射特科隊を新編。

第323高射中隊（だいサンニイサンこうしゃちゅうたい）は、陸上自衛隊那覇駐屯地白川分屯地（沖縄県 沖縄市）に駐屯していた第6高射特科群隷下の高射特科部隊で2014年（平成26年）3月25日に廃止され、第15高射特科連隊第3高射中隊に改編された。
- 改編部隊：第124特科大隊第1中隊
- 創設　　：1972年（昭和47年）8月1日
- 編成地　：朝霞駐屯地
- 部隊長　：3等陸佐
- 隊旗　　：濃黄の中隊旗（甲）
- 車両表示：323高
- 駐屯地　：

1. 朝霞駐屯地：1972年（昭和47年）8月1日から
2. 那覇駐屯地：1973年（昭和48年）3月25日から
3. 白川分屯地（1973年5月1日～1974年4月10日はコザ分屯地と呼称）：1973年（昭和48年）5月1日～2014年（平成26年）3月25日

- 上級部隊：第6高射特科群
- 廃止　　：2014年（平成26年）3月25日
- 廃止地　：白川分屯地
- 主要装備：地対空誘導弾改良ホーク
- 後継部隊：第15高射特科連隊第3高射中隊
- 備　　考：第15高射特科連隊への改編、03式中距離地対空誘導弾装備にともなう改編。

第324高射高射中隊（だいサンニイヨンこうしゃちゅうたい）は、陸上自衛隊那覇駐屯地勝連分屯地（沖縄県 うるま市）に駐屯していた第6高射特科群隷下の高射特科部隊で2013年（平成25年）3月25日に廃止され、第342高射中隊に改編された。
- 改編部隊：第124特科大隊第2中隊
- 創設　　：1972年（昭和47年）8月1日
- 編成地　：朝霞駐屯地
- 部隊長　：3等陸佐
- 隊旗　　：濃黄の中隊旗（甲）
- 車両表示：324高
- 駐屯地　：

1. 朝霞駐屯地：1972年（昭和47年）8月1日から
2. 那覇駐屯地：1973年（昭和48年）3月25日から
3. 勝連分屯地：1973年（昭和48年）5月1日～2013年（平成25年）3月25日

- 上級部隊：第6高射特科群
- 廃止　　：2013年（平成25年）3月25日
- 廃止地　：勝連分屯地
- 主要装備：地対空誘導弾改良ホーク
- 後継部隊：第342高射中隊→第15高射特科連隊第2高射中隊
- 備　　考：03式中距離地対空誘導弾装備にともなう改編。

第325高射中隊（だいサンニイゴこうしゃちゅうたい）は、陸上自衛隊知念分屯地（沖縄県 南城市）に駐屯していた第6高射特科群隷下の高射特科部隊で2012年（平成24年）3月25日に廃止され、第341高射中隊に改編された。
- 改編部隊：第124特科大隊第3中隊
- 創設　　：1972年（昭和47年）8月1日
- 部隊長　：3等陸佐
- 隊旗　　：濃黄の中隊旗（甲）
- 編成地　：朝霞駐屯地
- 車両表示：325高
- 駐屯地　：

1. 朝霞駐屯地：1972年（昭和47年）8月1日から
2. 那覇駐屯地：1973年（昭和48年）3月25日から
3. 知念分屯地：1973年（昭和48年）4月13日～2013年（平成25年）3月25日

- 上級部隊：第6高射特科群
- 廃止　　：2012年（平成24年）3月25日
- 廃止地　：知念分屯地
- 主要装備：地対空誘導弾改良ホークロク
- 後継部隊：第341高射中隊→第15高射特科連隊第1高射中隊
- 備　　考：03式中距離地対空誘導弾装備にともなう改編。

第326高射中隊（だいサンニイロクこうしゃちゅうたい）は、陸上自衛隊南与座分屯地（沖縄県 八重瀬町）に駐屯していた第6高射特科群隷下の高射特科部隊で2014年（平成26年）3月25日に廃止され、第15高射特科連隊第4高射中隊に改編された。
- 改編部隊：第124特科大隊第4中隊
- 創設　　：1972年（昭和47年）8月1日
- 編成地　：朝霞駐屯地
- 部隊長　：3等陸佐
- 隊旗　　：濃黄の中隊旗（甲）
- 車両表示：326高
- 駐屯地　：

1. 朝霞駐屯地：1972年（昭和47年）8月1日から
2. 那覇駐屯地：1973年（昭和48年）3月25日から
3. 南与座分屯地：1973年（昭和48年）4月16日～2014年（平成26年）3月25日

- 上級部隊：第6高射特科群

- 廃止　　：2014年（平成26年）3月25日
- 廃止地　：南与座分屯地
- 主要装備：地対空誘導弾改良ホーク
- 後継部隊：第15高射特科連隊第4高射中隊
- 備　　考：第15高射特科連隊への改編、11式短距離地対空誘導弾装備にともなう改編。

第327高射中隊（だいサンニイナナこうしゃちゅうたい）は、陸上自衛隊竹松駐屯地（長崎県 大村市）に駐屯していた第7高射特科群隷下の高射特科部隊で2022年（令和 4年）3月16日に廃止され、第2高射特科団直轄の第102高射特科隊に改編された。
- 創設　　：1974年（昭和49年）3月26日
- 編成地　：
- 部隊長　：3等陸佐
- 隊旗　　：濃黄の中隊旗（甲）
- 車両表示：327高
- 上級部隊：

1. 第3高射特科群：1974年（昭和49年）3月26日～1974年（昭和49年）7月31日
2. 第7高射特科群：1974年（昭和49年）8月1日～2022年（令和4年）3月16日

- 主要装備：地対空誘導弾改良ホーク改善Ⅲ型
- 廃止　　：2022年（令和 4年）3月16日
- 廃止地　：竹松駐屯地
- 後継部隊：第102高射特科隊
- 備　　考：2020年（令和2年）3月26日に駐屯地司令職を第7高射特科群長から移管され、2022年（令和4年）3月16日まで中隊長が竹松駐屯地司令であった。

第328高射中隊（だいサンニイハチこうしゃちゅうたい）は、陸上自衛隊竹松駐屯地（長崎県 大村市）に駐屯していた第7高射特科群隷下の高射特科部隊で2021年（令和3年）3月18日に廃止され、第347高射中隊に改編された。
- 創設　　：1974年（昭和49年）3月26日
- 編成地　：
- 部隊長　：3等陸佐
- 隊旗　　：濃黄の中隊旗（甲）
- 車両表示：328高
- 上級部隊：

1. 第3高射特科群：1974年（昭和49年）3月26日～1974年（昭和49年）7月31日
2. 第7高射特科群：1974年（昭和49年）8月1日～2021年（令和3年）3月18日

- 廃止　　：2021年（令和3年）3月18日
- 廃止地　：竹松駐屯地
- 後継部隊：第347高射中隊
- 主要装備：地対空誘導弾改良ホーク改善Ⅲ型
- 備　　考：03式中距離地対空誘導弾装備に伴う改編。

第329高射中隊（だいサンニイキュウこうしゃちゅうたい）は、陸上自衛隊竹松駐屯地（長崎県 大村市）に駐屯していた第7高射特科群隷下の高射特科部隊で2018年（平成30年）3月26日に廃止され、第346高射中隊に改編された。
- 創設　　：1974年（昭和49年）8月1日
- 編成地　：竹松駐屯地
- 部隊長　：3等陸佐
- 隊旗　　：濃黄の中隊旗（甲）
- 車両表示：329高
- 上級部隊：第7高射特科群
- 廃止　　：2018年（平成30年）3月26日
- 廃止地　：竹松駐屯地
- 後継部隊：第346高射中隊
- 主要装備：地対空誘導弾改良ホーク改善Ⅲ型
- 備　　考：03式中距離地対空誘導弾装備に伴う改編。

第330高射中隊（だいサンサンマルこうしゃちゅうたい）は、陸上自衛隊竹松駐屯地（長崎県 大村市）に駐屯していた第7高射特科群隷下の高射特科部隊で2018年（平成30年）3月26日に廃止された。
- 創設　　：1974年（昭和49年）8月1日
- 編成地　：竹松駐屯地
- 部隊長　：3等陸佐
- 隊旗　　：濃黄の中隊旗（甲）
- 車両表示：330高
- 上級部隊：第7高射特科群
- 廃止　　：2018年（平成30年）3月26日
- 廃止地　：竹松駐屯地
- 後継部隊：なし
- 主要装備：地対空誘導弾改良ホーク改善Ⅲ型
- 備　　考：03式中距離地対空誘導弾装備に伴う改編。

第331高射中隊（だいサンサンイチこうしゃちゅうたい）は、陸上自衛隊青野原駐屯地（兵庫県 小野市）に駐屯していた第8高射特科群隷下の高射特科部隊で2010年（平成22年）3月25日に廃止され第338高射中隊に改編された。
- 創設　　：1976年（昭和51年）8月20日
- 編成地　：青野原駐屯地
- 部隊長　：3等陸佐
- 隊旗　　：濃黄の中隊旗（甲）
- 車両表示：331高
- 上級部隊：第8高射特科群

- 廃止　　：2010年（平成22年）3月25日

- 廃止地　：青野原駐屯地
- 後継部隊：第338高射中隊
- 主要装備：地対空誘導弾改良ホーク改善Ⅲ型
- 備　　考：03式中距離地対空誘導弾装備に伴う改編。

第332高射中隊（だいサンサン二こうしゃちゅうたい）は、陸上自衛隊青野原駐屯地（兵庫県 小野市）に駐屯していた第8高射特科群隷下の高射特科部隊で2011年（平成23年）4月21日に廃止され第339高射中隊に改編された。
- 創設　　：1976年（昭和51年）8月20日
- 編成地　：青野原駐屯地
- 部隊長　：3等陸佐
- 隊旗　　：濃黄の中隊旗（甲）
- 車両表示：332高
- 上級部隊：第8高射特科群

- 廃止　　：2011年（平成23年）4月21日

- 廃止地　：青野原駐屯地
- 後継部隊：第339高射中隊
- 主要装備：地対空誘導弾改良ホーク改善Ⅲ型
- 備　　考：03式中距離地対空誘導弾装備に伴う改編。

第333高射中隊（だいサンサンサンこうしゃちゅうたい）は、陸上自衛隊青野原駐屯地（兵庫県 小野市）に駐屯していた第8高射特科群隷下の高射特科部隊で2012年（平成24年）3月25日に廃止され第340高射中隊に改編された。
- 創設　　：1976年（昭和51年）8月20日
- 編成地　：青野原駐屯地
- 部隊長　：3等陸佐
- 隊旗　　：濃黄の中隊旗（甲）
- 車両表示：333高
- 上級部隊：第8高射特科群

- 廃止　　：2012年（平成24年）3月25日
- 廃止地　：青野原駐屯地

- 後継部隊：第340高射中隊
- 主要装備：地対空誘導弾改良ホーク改善Ⅲ型
- 備　　考：03式中距離地対空誘導弾装備に伴う改編。

#### 第334～第351高射中隊（03式中距離地対空誘導弾を装備した部隊）
第334高射中隊（だいサンサンヨンこうしゃちゅうたい）は、陸上自衛隊下志津駐屯地（千葉県 千葉市）に駐屯する第2高射特科群隷下の高射特科部隊である。
- 改編部隊：第308高射中隊（下志津駐屯地）
- 創設　　：2007年（平成19年）3月28日
- 編成地　：下志津駐屯地
- 部隊長　：3等陸佐
- 隊旗　　：濃黄の中隊旗（甲）
- 車両表示：334高
- 上級部隊：第2高射特科群

- 主要装備：03式中距離地対空誘導弾

第335高射中隊（だいサンサンゴこうしゃちゅうたい）は、陸上自衛隊朝霞駐屯地（埼玉県 新座市）に駐屯する第2高射特科群隷下の高射特科部隊である。
- 改編部隊：第306高射中隊（朝霞駐屯地）

- 創設　　：2007年（平成19年）9月
- 編成地　：朝霞駐屯地
- 部隊長　：3等陸佐
- 隊旗　　：濃黄の中隊旗（甲）
- 車両表示：335高
- 上級部隊：第2高射特科群

- 主要装備：03式中距離地対空誘導弾

第336高射中隊（だいサンサンロクこうしゃちゅうたい）は、陸上自衛隊松戸駐屯地（千葉県 松戸市）に駐屯する第2高射特科群隷下の高射特科部隊である。
- 改編部隊：第307高射中隊（松戸駐屯地）
- 創設　　：2008年（平成20年）3月26日
- 編成地　：松戸駐屯地
- 部隊長　：3等陸佐
- 隊旗　　：濃黄の中隊旗（甲）
- 車両表示：336高
- 上級部隊：第2高射特科群

- 主要装備：03式中距離地対空誘導弾

第337高射中隊（だいサンサンナナこうしゃちゅうたい）は、陸上自衛隊古河駐屯地（茨城県 古河市）に駐屯する第2高射特科群隷下の高射特科部隊である。
- 改編部隊：第305高射中隊（朝霞駐屯地）
- 創設　　：2009年（平成21年）3月26日
- 編成地　：朝霞駐屯地
- 部隊長　：3等陸佐
- 隊旗　　：濃黄の中隊旗（甲）
- 車両表示：337高
- 駐屯地　：

1. 朝霞駐屯地：2009年（平成21年）3月26日から
2. 古河駐屯地：2009年（平成21年）3月30日から

- 上級部隊：第2高射特科群

- 主要装備：03式中距離地対空誘導弾

第338高射中隊（だいサンサンハチこうしゃちゅうたい）は、陸上自衛隊青野原駐屯地（兵庫県 小野市）に駐屯する第8高射特科群隷下の高射特科部隊である。
- 改編部隊：第331高射中隊（青野原駐屯地）
- 創設　　：2010年（平成22年）3月26日
- 編成地　：青野原駐屯地
- 部隊長　：3等陸佐
- 隊旗　　：濃黄の中隊旗（甲）
- 車両表示：338高
- 上級部隊：第8高射特科群（2010年（平成22年）3月26日～）

- 主要装備：03式中距離地対空誘導弾

第339高射中隊（だいサンサンキュウこうしゃちゅうたい）は、陸上自衛隊青野原駐屯地（兵庫県 小野市）に駐屯する第8高射特科群隷下の高射特科部隊である。
- 改編部隊：第332高射中隊（青野原駐屯地）

- 創設　　：2011年（平成23年）4月22日
- 編成地　：青野原駐屯地
- 部隊長　：3等陸佐
- 隊旗　　：濃黄の中隊旗（甲）
- 車両表示：339高
- 上級部隊：第8高射特科群（2011年（平成23年）4月22日～）

- 主要装備：03式中距離地対空誘導弾

第340高射中隊（だいサンヨンマルこうしゃちゅうたい）は、陸上自衛隊青野原駐屯地（兵庫県 小野市）に駐屯する第8高射特科群隷下の高射特科部隊である。
- 改編部隊：第333高射中隊（青野原駐屯地）
- 創設　　：2012年（平成24年）3月26日
- 編成地　：青野原駐屯地
- 部隊長　：3等陸佐
- 隊旗　　：濃黄の中隊旗（甲）
- 車両表示：340高
- 上級部隊：第8高射特科群（2012年（平成24年）3月26日～）

- 主要装備：03式中距離地対空誘導弾

第341高射中隊（だいサンヨンヒトこうしゃちゅうたい）は、陸上自衛隊知念分屯地（沖縄県 南城市）に駐屯する第6高射特科群隷下の高射特科部隊で2014年（平成26年）3月25日に廃止され、第15高射特科連隊第1高射中隊に改編された。
- 改編部隊：第325高射中隊（知念分屯地）
- 創設　　：2012年（平成24年）3月26日
- 編成地　：知念分屯地
- 部隊長　：3等陸佐
- 隊旗　　：濃黄の中隊旗（甲）
- 車両表示：341高
- 上級部隊：第6高射特科群（2012年（平成24年）3月26日～2014年（平成26年）3月25日）
- 廃止　　：2014年（平成26年）3月25日
- 廃止地　：知念分屯地
- 主要装備：03式中距離地対空誘導弾
- 後継部隊：第15高射特科連隊第1高射中隊

第342高射中隊（だいサンヨン二こうしゃちゅうたい）は、陸上自衛隊勝連分屯地（沖縄県 うるま市）に駐屯する第6高射特科群隷下の高射特科部隊で2014年（平成26年）3月25日に廃止され、第15高射特科連隊第2高射中隊に改編された。
- 改編部隊：第324高射中隊（勝連分屯地 ）
- 創設　　：2013年（平成25年）3月26日
- 編成地　：勝連分屯地
- 部隊長　：3等陸佐
- 隊旗　　：濃黄の中隊旗（甲）
- 車両表示：342高
- 上級部隊：第6高射特科群（2013年（平成25年）3月26日～2014年（平成26年）3月25日）

- 廃止　　：2014年（平成26年）3月25日
- 廃止地　：勝連分屯地
- 主要装備：03式中距離地対空誘導弾

- 後継部隊：第15高射特科連隊第2高射中隊

第343高射中隊（だいサンヨンサンこうしゃちゅうたい）は、陸上自衛隊青野原駐屯地（兵庫県 小野市）に駐屯する第8高射特科群隷下の高射特科部隊である。
- 創設　　：2015年（平成27年）3月26日
- 編成地　：青野原駐屯地
- 部隊長　：3等陸佐
- 隊旗　　：濃黄の中隊旗（甲）
- 車両表示：343高
- 上級部隊：第8高射特科群（2015年（平成27年）3月26日～）

- 主要装備：03式中距離地対空誘導弾
- 整備支援：中部方面後方支援隊第302高射直接支援中隊「302高直支」
- 備考　　：

第344高射中隊（だいサンヨンヨンこうしゃちゅうたい）は、陸上自衛隊奄美駐屯地（鹿児島県奄美市）に駐屯する第3高射特科群隷下の高射特科部隊である。
- 改編部隊：第311高射中隊（飯塚駐屯地）
- 創設　　：2016年（平成28年）3月27日
- 編成地　：飯塚駐屯地
- 部隊長　：3等陸佐
- 隊旗　　：濃黄の中隊旗（甲）
- 車両表示：344高
- 駐屯地　：

1. 飯塚駐屯地：2016年（平成28年）3月27日～2019年（平成31年）3月25日
2. 奄美駐屯地：2019年（平成31年）3月26日～

- 上級部隊：第3高射特科群（2016年（平成28年）3月27日～）

- 主要装備：03式中距離地対空誘導弾
- 整備支援：西部方面後方支援隊第102高射直接支援大隊第1直接支援中隊「102高直支-1」
- 備考　　：

第345高射中隊（だいサンヨンゴこうしゃちゅうたい）は、陸上自衛隊奄美駐屯地（鹿児島県奄美市）に駐屯する第3高射特科群隷下の高射特科部隊である。
- 改編部隊：第312高射中隊（飯塚駐屯地）
- 創設　　：2017年（平成29年）3月27日
- 編成地　：飯塚駐屯地
- 部隊長　：3等陸佐
- 隊旗　　：濃黄の中隊旗（甲）
- 車両表示：345高
- 駐屯地　：

1. 飯塚駐屯地：2017年（平成29年）3月27日～2019年（平成31年）3月2５日
2. 奄美駐屯地：2019年（平成31年）3月26日～

- 上級部隊：第3高射特科群（2017年（平成29年）3月27日～）

- 主要装備：03式中距離地対空誘導弾
- 整備支援：西部方面後方支援隊第102高射直接支援大隊第1直接支援中隊「102高直支-1」
- 備考　　：

第346高射中隊（だいサンヨンロクこうしゃちゅうたい）は、陸上自衛隊宮古島駐屯地（沖縄県宮古島市）に駐屯する第7高射特科群隷下の高射特科部隊である。
- 改編部隊：第329高射中隊、第330高射中隊（竹松駐屯地）
- 創設　　：2018年（平成30年）3月27日
- 編成地　：竹松駐屯地
- 部隊長　：3等陸佐
- 隊旗　　：濃黄の中隊旗（甲）
- 車両表示：346高
- 駐屯地　：

1. 竹松駐屯地：2018年（平成30年）3月27日～2020年（令和  2年）3月25日
2. 宮古島駐屯地：2020年（令和  2年）3月26日～）

- 上級部隊：第7高射特科群（2018年（平成30年）3月27日～）

- 主要装備：03式中距離地対空誘導弾
- 整備支援：西部方面後方支援隊第102高射直接支援大隊第2直接支援中隊第1直接支援小隊「102高直支-2」
- 備考　　：2個射撃中隊を合わせて編成。03式中距離地対空誘導弾を初装備。

第347高射中隊（だいサンヨンナナこうしゃちゅうたい）は、陸上自衛隊竹松駐屯地（長崎県大村市）に駐屯していた第7高射特科群隷下の高射特科部隊で2022年（令和 4年）3月16日に廃止さ第348高射中隊に改編された。
- 改編部隊：第328高射中隊（竹松駐屯地）
- 創設　　：2021年（令和 3年）3月18日
- 編成地　：竹松駐屯地
- 部隊長　：3等陸佐
- 隊旗　　：濃黄の中隊旗（甲）
- 車両表示：347高
- 上級部隊：第7高射特科群

- 廃止　　：2022年（令和 4年）3月16日
- 廃止地　：竹松駐屯地
- 主要装備：03式中距離地対空誘導弾
- 整備支援：西部方面後方支援隊第102高射直接支援大隊第2直接支援中隊「102高直支-2」
- 後継部隊：第348高射中隊（竹松駐屯地）
- 備考　　：03式中距離地対空誘導弾装備に伴う改編。群本部の駐屯する宮古島駐屯地から離れて駐屯していた。

第348高射中隊（だいサンヨンハチこうしゃちゅうたい）は、陸上自衛隊石垣駐屯地（沖縄県石垣市）に駐屯する第7高射特科群隷下の高射特科部隊である。
- 改編部隊：第347高射中隊（竹松駐屯地）
- 創設　　：2022年（令和 4年）3月17日
- 編成地　：竹松駐屯地
- 部隊長　：3等陸佐
- 隊旗　　：濃黄の中隊旗（甲）
- 車両表示：348高
- 駐屯地　：2

1. 竹松駐屯地：2022年（令和 4年）3月17日～2023年（令和 5年）3月15日）
2. 石垣駐屯地：2023年（令和 5年）3月16日～

- 上級部隊：第7高射特科群

- 主要装備：03式中距離地対空誘導弾
- 整備支援：西部方面後方支援隊第102高射直接支援大隊第2直接支援中隊第2直接支援小隊「102高直支-2」
- 備考　　：1個中隊のみの分駐に対応する改編。群本部の駐屯する宮古島駐屯地から離れて駐屯していたが、2023年（令和5年）3月に石垣駐屯地に移駐した。

第349高射中隊（だいサンヨンキュウこうしゃちゅうたい）は、陸上自衛隊飯塚駐屯地（福岡県飯塚市）に駐屯する第3高射特科群隷下の高射特科部隊である。
- 改編部隊：第313高射中隊（飯塚駐屯地）
- 創設　　：2023年（令和 5年）3月16日
- 部隊長　：3等陸佐
- 隊旗　　：濃黄の中隊旗（甲）
- 編成地　：飯塚駐屯地
- 車両表示：349高
- 上級部隊：第3高射特科群（2023年（令和 5年）3月16日～）

- 主要装備：03式中距離地対空誘導弾
- 整備支援：西部方面後方支援隊第102高射直接支援大隊第1直接支援中隊第3直接支援小隊「102高直支-1」
- 備考　　：03式中距離地対空誘導弾装備に伴う改編。

第350高射中隊（だいサンゴマルこうしゃちゅうたい）は、陸上自衛隊飯塚駐屯地（福岡県飯塚市）に駐屯する第3高射特科群隷下の高射特科部隊である。
- 改編部隊：第314高射中隊（飯塚駐屯地）
- 創設　　：2024年（令和 6年）3月21日
- 編成地　：飯塚駐屯地
- 部隊長　：3等陸佐
- 隊旗　　：濃黄の中隊旗（甲）
- 車両表示：350高
- 上級部隊：第3高射特科群（2024年（令和 6年）3月21日～）

- 主要装備：03式中距離地対空誘導弾
- 整備支援：西部方面後方支援隊第102高射直接支援大隊第1直接支援中隊第4直接支援小隊「102高直支-1」
- 備考　　：03式中距離地対空誘導弾装備に伴う改編。

第351高射中隊（だいサンゴイチこうしゃちゅうたい）は、陸上自衛隊八戸駐屯地（青森県八戸市）に駐屯する第5高射特科群隷下の高射特科部隊である。
- 改編部隊：第319高射中隊（八戸駐屯地）
- 創設　　：2025年（令和7年）3月24日
- 部隊長　：3等陸佐
- 隊旗　　：濃黄の中隊旗（甲）
- 編成地　：八戸駐屯地
- 車両表示：351高
- 上級部隊：第5高射特科群（2025年（令和7年）3月24日～）

- 主要装備：03式中距離地対空誘導弾
- 整備支援：東北方面後方支援隊第303高射直接支援中隊「303高直支」
- 備考　　：03式中距離地対空誘導弾装備に伴う改編[9]。

## 無人標的機隊等
無人標的機隊（むじんひょうてききたい）は、主に小型標的機をもって、重機関銃による対空実施訓練の支援を行う部隊である。大隊規模編成の第101無人標的機隊と中隊規模編成の第303、第304無線誘導機隊が編成されている。静内・六ヶ所・佐多の各射撃場に展開する都合上、高射特科団・第5高射特科群のみの編成となっている。

### 無人標的機隊等の一覧
- 第303無線誘導機隊「303無機」（八戸駐屯地）第5高射特科群：1972年（昭和47年）7月1日新編。
- 第304無線誘導機隊「304無機」（飯塚駐屯地）第2高射特科団：1973年（昭和48年）8月1日新編。
- 第101無人標的機隊「101無標」（静内駐屯地）第1高射特科団：2019年（平成31年）3月26日新編。

無人標的機隊等の配置
北部方面隊
- 第1高射特科団
  - 第101無人標的機隊「101無標」（静内駐屯地）：静内対空射場

東北方面隊
- 第5高射特科群
  - 第303無線誘導機隊「303無機」（八戸駐屯地）：六ヶ所対空射撃場

西部方面隊
- 第2高射特科団
  - 第304無線誘導機隊「304無機」（飯塚駐屯地）：佐多射撃場

廃止された無人標的機隊等の一覧
- 無線誘導標的機隊（静内分屯地）第1高射団：1972年（昭和47年）6月30日廃止。第302無線誘導機隊に改編。
- 第301無線誘導機隊「301無機」（静内分屯地）第1高射特科団：1968年（昭和43年）8月1日新編～1989年（平成元年）3月23日廃止。第101無人偵察機隊に改編。
- 第302無線誘導機隊「302無機」（静内分屯地）第1高射特科団：1972年（昭和47年）7月1日新編～1985年（昭和60年）7月14日廃止。第301無線誘導機隊と統合。
- 第101無人偵察機隊「101無偵」（静内駐屯地）第1高射特科団：1989年（平成元年）3月24日新編～2019年（平成31年）3月25日廃止。第101無人標的機隊に改編。

### 無人標的機隊等の沿革
- 1961年（昭和36年）8月17日：無線誘導標的機隊が東千歳駐屯地に新編。
- 1964年（昭和39年）3月24日：無線誘導標的機隊が東千歳駐屯地から静内分屯地へ移駐。
- 1968年（昭和43年）8月1日：第301無線誘導機隊が下志津駐屯地に新編。
- 1972年（昭和47年）
  - 3月24日：無線誘導標的機隊（静内分屯地）が第1高射団に編合。
  - 7月1日：

  1. 無線誘導標的機隊（静内分屯地）を第302無線誘導機隊に称号変更。
  2. 第303無線誘導機隊を八戸駐屯地に新編。
- 1973年（昭和48年）
  - 3月27日：第5高射特科群が八戸駐屯地に新編。
  - 8月1日：第304無線誘導機隊が北熊本駐屯地に新編。
  - 9月10日：第304無線誘導機隊（北熊本駐屯地）が第2高射団に編合。
- 1976年（昭和51年）8月20日：第1高射団が第1高射特科団に、第2高射団が第2高射特科団に称号変更。
- 1978年（昭和53年）11月8日：第304無線誘導機隊が北熊本駐屯地から飯塚駐屯地に移駐。
- 1985年（昭和60年）
  - 7月1日：第301無線誘導機隊が下志津駐屯地から静内分屯地に移駐。
  - 7月15日：第302無線誘導機隊（静内分屯地）を廃止し、第301無線誘導機隊と統合し、新たに第301無線誘導機隊を静内分屯地に編成。
- 1989年（平成元年）3月24日：第301無線誘導機隊（静内駐屯地）を廃止・改編し、第101無人偵察機隊が静内駐屯地において編成完結。
- 2000年（平成12年）3月28日：後方支援体制変換に伴い、整備部門を北部方面後方支援隊第101高射直接支援大隊へ移管。
- 2018年（平成30年）3月27日：第5高射特科群（八戸駐屯地）を廃止・改編し、第101高射特科隊を八戸駐屯地に新編。第303無線誘導機隊を編合[10]。
- 2019年（平成31年）3月26日：第101無人偵察機隊（静内駐屯地）を廃止・改編し、第101無人標的機隊を静内駐屯地に新編。
- 2024年（令和  6年）3月21日：第101高射特科隊（八戸駐屯地）を廃止し、第5高射特科群を再編成。第303無線誘導機隊を編合[8]。

### 無人標的機隊等の概要
第301無線誘導機隊（廃止）
第301無線誘導機隊（だいさんまるいちむせんゆうどうきたい）は、陸上自衛隊静内駐屯地（北海道日高郡新ひだか町）に駐屯し無線誘導式小型消耗航空標的機を装備・運用していた第1高射特科団隷下の高射特科部隊で1989年（平成元年）3月23日に廃止され第101無人偵察機隊に改編された。
- 創設　　：1968年（昭和43年）8月1日
- 編成地　：下志津駐屯地
- 部隊長　：3等陸佐
- 隊旗　　：濃黄の中隊旗（甲）
- 車両表示：301無機
- 主要装備：無線誘導式小型消耗航空標的機
- 駐屯地　：

1. 下志津駐屯地：1968年（昭和43年）8月1日から1985年（昭和60年）6月30日の間。
2. 静内分屯地：1985年（昭和60年）7月1日から1985年（昭和60年）7月14日の間。
3. 静内駐屯地1985年（昭和60年）7月15日から1989年（平成元年）3月23日（廃止）の間。

- 上級部隊：

1. 不明：1968年（昭和43年）8月1日から
2. 第1高射特科団：1985年（昭和60年）7月1日から

- 廃止　　：1989年（平成元年）3月23日
- 廃止地　：静内駐屯地
- 後継部隊：第101無人偵察機隊
- 備考　　：1985年（昭和60年）7月15日に第301無線誘導機隊と第302無線誘導機隊を統合し、新たに第301無線誘導機隊を編成。

第302無線誘導機隊（廃止）
第302無線誘導機隊（だいさんまるにむせんゆうどうきたい）は、陸上自衛隊静内駐屯地（北海道日高郡新ひだか町）に駐屯し無線誘導式小型消耗航空標的機を装備・運用していた第1高射特科団隷下の高射特科部隊で1985年（昭和60年）7月14日に廃止された。
- 改編部隊：無線誘導標的機隊
- 創設　　：1972年（昭和47年）7月1日
- 編成地　：静内分屯地
- 部隊長　：3等陸佐
- 隊旗　　：濃黄の中隊旗（甲）
- 車両表示：302無機
- 主要装備：無線誘導式小型消耗航空標的機
- 上級部隊：

1. 第1高射団：1972年（昭和47年）7月1日（新編）から
2. 第1高射特科団：1976年（昭和51年）8月20日から

- 廃止　　：1985年（昭和60年）7月14日
- 廃止地　：静内分屯地
- 後継部隊：第301無線誘導機隊と統合
- 備考　　：

第303無線誘導機隊
第303無線誘導機隊（だいさんまるさんむせんゆうどうきたい）は、陸上自衛隊八戸駐屯地（青森県八戸市）に駐屯する無線誘導式小型消耗航空標的機を装備・運用する第5高射特科群隷下の高射特科部隊である。
- 創設　　：1972年（昭和47年）7月1日
- 編成地　：八戸駐屯地
- 部隊長　：3等陸佐
- 隊旗　　：濃黄の中隊旗（甲）
- 車両表示：303無機
- 主要装備：無線誘導式小型消耗航空標的機（ＲＣＡＴ等）
- 上級部隊：

1. 不明：1972年（昭和47年）7月1日から
2. 第5高射特科群：1973年（昭和48年）3月27日から
3. 第101高射特科隊：2018年（平成30年）3月26日から
4. 第5高射特科群：2024年（令和6年）3月21日から

- 備考　　：

第304無線誘導機隊
第304無線誘導機隊（だいさんまるよんむせんゆうどうきたい）は、陸上自衛隊北熊本駐屯地（熊本県熊本市）に駐屯する無線誘導式小型消耗航空標的機を装備・運用する第2高射特科団隷下の高射特科部隊である。
- 創設　　：1973年（昭和48年）8月1日
- 編成地　：北熊本駐屯地
- 部隊長　：3等陸佐
- 隊旗　　：濃黄の中隊旗（甲）
- 車両表示：304無機
- 主要装備：無線誘導式小型消耗航空標的機（ＲＣＡＴ等）
- 駐屯地　：

1. 北熊本駐屯地　1973年（昭和48年）8月1日（新編）から
2. 飯塚駐屯地：1978年（昭和53年）11月8日から

- 上級部隊：

1. 第2高射団：1973年（昭和48年）9月10日から
2. 第2高射特科団：1976年（昭和51年）8月20日から

- 備考　　：

第101無人偵察機隊（廃止）
第101無人偵察機隊（だいいちまるいちむじんていさつききたい）は、陸上自衛隊静内駐屯地（北海道日高郡新ひだか町）に駐屯し無人偵察機を装備・運用していた第1高射特科団隷下の高射特科部隊で2019年（平成31年）3月25日に廃止され第101無人標的機隊に改編された。
- 創設　　：1989年（平成元年）3月24日
- 編成地　：静内駐屯地
- 部隊長　：2等陸佐
- 隊旗　　：濃黄の大隊旗
- 車両表示：101無偵
- 主要装備：チャカR[11]、チャカ3、無線誘導式小型消耗航空標的機（ＲＣＡＴ等）
- 上級部隊：第1高射特科団
- 廃止　　：2019年（平成31年）3月25日
- 廃止地　：静内駐屯地
- 後継部隊：第101無人標的機隊
- 備考　　：静内駐屯地に隣接する静内対空射場において、全国師・旅団等の高射特科部隊等の対空実射訓練を支援していた。

第101無人標的機隊
第101無人標的機隊（だいいちまるいちむじんひょうてききたい）は、陸上自衛隊静内駐屯地（北海道日高郡新ひだか町）に駐屯する第1高射特科団隷下の高射特科部隊である。
- 改編部隊：第101無人偵察機隊
- 創設　　：2019年（平成31年）3月26日
- 編成地　：静内駐屯地
- 部隊長　：2等陸佐
- 隊旗　　：濃黄の大隊旗
- 車両表示：101無標
- 主要装備：
  - 新高速標的機（FB型）[12]：短SAM等ミサイル射撃時の標的機として使用。
  - 高速標的機（チャカⅢ）：短SAM等ミサイル射撃時の標的機として使用。
  - 新低速標的機（UAV型）：高射機関砲等の射撃時に標的機として使用。
  - 低速標的機RCAT：高射機関砲等の射撃時に標的機として使用。
  - 低速標的機RCMAT：12.7ｍｍ重機関銃の射撃時に標的機として使用。
- 上級部隊：第1高射特科団
- 備考　　：静内駐屯地に隣接する静内対空射場において陸上自衛隊唯一の高速標的機を飛行させ、全国師・旅団等の高射特科部隊等の対空実射訓練を支援する。

## 高射運用隊
高射運用隊（こうしゃうんようたい）は、対空戦闘指揮統制システム（ADCCS）を運用して高射特科群が担任する方面隊の対空作戦調整および対空戦闘指揮・統制にかかわる業務を主たる任務とする高射特科群隷下の高射特科部隊である。第301と第302の2個隊が編成されている。
1954年（昭和29年）9月に第1高射特科群隷下に北千歳駐屯地において編成された第301高射運用隊、1956年（昭和31年）1月に第2高射特科群隷下に下志津駐屯地において編成された第302高射運用隊以来の編成となる。

### 高射運用隊の一覧
- 第301高射運用隊（松戸駐屯地）第2高射特科群
- 第302高射運用隊（青野原駐屯地）第8高射特科群

### 高射運用隊の沿革
- 2023年（令和5年）3月16日：第301高射運用隊（対空戦闘指揮統制システム（ADCCS）を装備）が松戸駐屯地で新編。
- 2024年（令和5年）3月21日：第302高射運用隊（対空戦闘指揮統制システム（ADCCS）を装備）が青野原駐屯地で新編。

### 高射運用隊の概要
第301高射運用隊（だいさんまるいちこうしゃうんようたい）は、陸上自衛隊松戸駐屯地に駐屯する第2高射特科群隷下の高射特科部隊である。
対空戦闘指揮統制システム（ADCCS）を運用して高射特科群が担任する方面隊の対空作戦調整および対空戦闘指揮・統制にかかわる業務を主たる任務とする。
- 創設　　：2023年（令和5年）3月16日[13]
- 編成地　：松戸駐屯地
- 部隊長　：3等陸佐
- 隊旗　　：濃黄の中隊旗（甲）
- 車両表示：301高運
- 上級部隊：第2高射特科群
- 主要装備：対空戦闘指揮統制システム（ADCCS）
- 備考　　：新編時の所属人員は31名。

第302高射運用隊（だいさんまるいちこうしゃうんようたい）は、陸上自衛隊青野原駐屯地に駐屯する第8高射特科群隷下の高射特科部隊である。
対空戦闘指揮統制システム（ADCCS）を運用して高射特科群が担任する方面隊の対空作戦調整および対空戦闘指揮・統制にかかわる業務を主たる任務とする。
- 創設　　：2024年（令和6年）3月21日
- 編成地　：青野原駐屯地
- 部隊長　：3等陸佐
- 隊旗　　：濃黄の中隊旗（甲）
- 車両表示：302高運
- 上級部隊：第8高射特科群
- 主要装備：対空戦闘指揮統制システム（ADCCS）
- 備考　　：

## 高射特科団本部付隊
高射特科団本部付隊（こうしゃとっかだんほんぶづきたい）は、対空戦闘指揮統制システム（ADCCS）および対空レーダ装置を装備し、対空戦闘指揮所の開設・運営や広範囲にわたる迅速かつ組織的な対空情報活動等を行う高射特科団隷下の高射特科部隊である。

### 高射特科団本部付隊の一覧
- 第1高射特科団本部付隊（東千歳駐屯地）第1高射特科団
- 第2高射特科団本部付隊（飯塚駐屯地）第2高射特科団

### 高射特科団本部付隊の沿革
- 1972年（昭和47年）3月24日：第1高射団本部付隊が東千歳駐屯地に新編。
- 1973年（昭和48年）8月1日：第2高射団本部付隊が飯塚駐屯地に新編。

- 1976年（昭和51年）8月20日：第1高射団本部付隊（東千歳駐屯地）が第1高射特科団本部付隊に、第2高射団本部付隊（飯塚駐屯地）が第2高射特科団本部付隊に称号変更。
- 2013年（平成25年）3月21日：第2高射特科団本部付隊に全国に先駆け対空戦闘指揮統制装置（ADCCS）Ⅰ型を導入[14]。
- 2018年（平成30年）3月：第2高射特科団本部付隊レーダ班に対空レーダ装置 JTPS-P25を導入。

### 高射特科団本部付隊の概要
第1高射特科団本部付隊（だいいちこうしゃとっかだんほんぶつきたい）は、陸上自衛隊東千歳駐屯地に駐屯する第1高射特科団隷下の高射特科部隊である。
- 創設　　：1972年（昭和47年）3月24日
- 編成地　：東千歳駐屯地
- 部隊長　：3等陸佐
- 隊旗　　：濃黄の中隊旗（甲）
- 車両表示：1高団-本
- 上級部隊：

1. 第1高射団：1972年（昭和47年）3月24日（新編）から
2. 第1高射特科団：1976年（昭和51年）8月20日（称号変更）から

- 主要装備：対空戦闘指揮統制システム（ADCCS）Ⅰ型、対空戦闘指揮装置（51E）、対空レーダ装置 JTPS-P14、対空レーダ装置 JTPS-P25[15]
- 備考　　：

第2高射特科団本部付隊（だいにこうしゃとっかだんほんぶつきたい）は、陸上自衛隊飯塚駐屯地に駐屯する第2高射特科団隷下の高射特科部隊である。
- 創設　　：1973年（昭和48年）8月1日
- 編成地　：飯塚駐屯地
- 部隊長　：3等陸佐
- 隊旗　　：濃黄の中隊旗（甲）
- 車両表示：2高団-本
- 上級部隊：

1. 第2高射団：1973年（昭和48年）8月1日（新編）から
2. 第2高射特科団：1976年（昭和51年）8月20日（称号変更）から

- 主要装備：対空戦闘指揮統制システム（ADCCS）Ⅰ型、対空レーダ装置 JTPS-P25
- 備考　　：

## 高射特科群本部管理中隊
高射特科群本部管理中隊（こうしゃとっかぐんほんぶかんりちゅうたい）は、高射特科群隷下の高射特科部隊である。

### 高射特科群本部管理中隊の一覧
- 第1高射特科群本部管理中隊（東千歳駐屯地）第1高射特科群：第1高射特科団
- 第2高射特科群本部管理中隊（松戸駐屯地）第2高射特科群：東部方面隊直轄
- 第3高射特科群本部管理中隊（飯塚駐屯地）第3高射特科群：第2高射特科団
- 第4高射特科群本部管理中隊（名寄駐屯地）第4高射特科群：第1高射特科団
- 第5高射特科群本部管理中隊（八戸駐屯地）第5高射特科群：東北方面隊直轄
- 第6高射特科群本部管理中隊（那覇駐屯地）第6高射特科群：第15旅団直轄部隊であったが廃止され第15高射特科連隊へ改編。
- 第7高射特科群本部管理中隊（宮古島駐屯地）第7高射特科群：第2高射特科団
- 第8高射特科群本部管理中隊（青野原駐屯地）第8高射特科群：中部方面隊直轄

### 高射特科群本部管理中隊の沿革
- 1954年（昭和29年）
  - 9月25日：第1高射特科群本部中隊が北千歳駐屯地において編成完結。第1高射特科群が第1特科団に隷属。
  - 10月18日：第1高射特科群本部中隊が北千歳駐屯地から東千歳駐屯地へ移駐。
- 1956年（昭和31年）1月25日：第2高射特科群本部中隊が下志津駐屯地において編成完結。第2高射特科群が陸上自衛隊高射学校に隷属。
- 1966年（昭和41年）8月3日：第2高射特科群本部中隊が下志津駐屯地から朝霞駐屯地に移駐。第2高射特科群が東部方面隊に隷属。
- 1967年（昭和42年）
  - 3月20日：第2高射特科群（地対空誘導弾ホーク装備）が朝霞駐屯地において編成完結。
  - 8月10日：第2高射特科群本部中隊が朝霞駐屯地から松戸駐屯地に移駐。
- 1971年（昭和46年）3月25日：

1. 第1高射特科群、第2高射特科群がホーク運用部隊へ改編。
2. 第116特科大隊本部管理中隊を母体として第3高射特科群本部管理中隊が飯塚駐屯地において編成完結。第3高射特科群が西部方面隊に隷属。

- 1972年（昭和47年）
  - 3月24日：

  1. 第1高射特科群が第1高射団に隷属。
  2. 第4高射特科群本部管理中隊が名寄駐屯地において編成完結。第4高射特科群が第1高射団隷下に編合。

  - 8月1日：第124特科大隊本部管理中隊を母体として第6高射特科群本部管理中隊が朝霞駐屯地において編成完結。第6高射特科群が東部方面隊に隷属。
  - 10月：第2高射特科群が部隊改編。

- 1973年（昭和48年）
  - 2月23日：第6高射特科群が西部方面隊に隷属。
  - 4月13日：第6高射特科群本部管理中隊が与座分屯地に駐屯開始。
  - 3月27日：第5高射特科群本部管理中隊が八戸駐屯地において編成完結。第5高射特科群が東北方面隊に隷属。
  - 8月1日：第3高射特科群が第2高射団に隷属。
  - 10月16日：第6高射特科群が第1混成団に隷属。
- 1974年（昭和49年）8月1日：第7高射特科群本部管理中隊が竹松駐屯地において編成完結。第7高射特科群が第2高射特科団に隷属。
- 1976年（昭和51年）8月20日：

1. 第1高射特科群、第4高射特科群が第1高射特科団に隷属。
2. 第3高射特科群が第2高射特科団に隷属。
3. 第8高射特科群本部管理中隊が青野原駐屯地において編成完結。第8高射特科群が中部方面隊に隷属。

- 2006年（平成18年）1月：第6高射特科群本部管理中隊が駐屯する与座分屯地が八重瀬分屯地と改称。
- 2010年（平成22年）3月25日：第6高射特科群が第15旅団に隷属。
- 2014年（平成26年）3月26日：第6高射特科群本部管理中隊（八重瀬分屯地）を廃止・改編し、第15高射特科連隊本部管理中隊が八重瀬分屯地に新編。
- 2018年（平成30年）3月27日：第5高射特科群本部管理中隊（八戸駐屯地）を廃止・改編し、第101高射特科隊本部付隊を八戸駐屯地に新編。
- 2024年（令和06年）3月21日：第5高射特科群本部管理中隊が八戸駐屯地に再編[16][17]。第5高射特科群が東北方面隊に隷属。

### 高射特科群本部管理中隊の概要
第1高射特科群本部管理中隊（だいいちこうしゃとっかぐんほんぶかんりちゅうたい）は、陸上自衛隊東千歳駐屯地（北海道千歳市）に駐屯する第1高射特科群隷下の高射特科部隊である。
第1高射特科群本部中隊
- 創設　　：1954年（昭和29年）9月25日
- 編成地　：北千歳駐屯地
- 部隊長　：3等陸佐
- 隊旗　　：濃黄の中隊旗（甲）
- 車両表示：1高群-本
- 駐屯地　：

1. 北千歳駐屯地：1954年（昭和29年）9月25日から
2. 東千歳駐屯地：1954年（昭和29年）10月18日から

- 上級部隊：第1高射特科群
  1. 第1特科団：1954年（昭和29年）9月25日から
- 廃止　　：1971年（昭和46年）3月24日
- 廃止地　：東千歳駐屯地
- 後継部隊：第1高射特科群本部管理中隊

第1高射特科群本部管理中隊
- 改編部隊：第1高射特科群本部中隊
- 創設　　：1971年（昭和46年）3月25日
- 編成地　：東千歳駐屯地
- 部隊長　：3等陸佐
- 隊旗　　：濃黄の中隊旗（甲）
- 車両表示：1高群-本
- 編成　　：
  - 中隊本部
  - 群本部勤務班
  - 指揮小隊
  - 通信レーダ班
  - 衛生小隊
  - 補給班
- 主要装備：
- 上級部隊：第1高射特科群
  1. 第1高射団：1972年（昭和47年）3月24日
  2. 第1高射特科団：1976年（昭和51年）8月20日

- 備考　　：

第2高射特科群本部管理中隊（だいにこうしゃとっかぐんほんぶかんりちゅうたい）は、陸上自衛隊松戸駐屯地に駐屯する第2高射特科群隷下の高射特科部隊である。
第2高射特科群本部中隊
- 創設　　：1956年（昭和31年）1月25日
- 編成地　：下志津駐屯地
- 部隊長　：3等陸佐
- 隊旗　　：濃黄の中隊旗（甲）
- 車両表示：2高群-本
- 駐屯地　：

1. 下志津駐屯地：1956年（昭和31年）1月25日から
2. 朝霞駐屯地：1966年（昭和41年）8月3日から
3. 松戸駐屯地：1967年（昭和42年）8月10日から

- 上級部隊：第2高射特科群
  1. 陸上自衛隊高射学校：1956年（昭和31年）1月25日から
  2. 東部方面隊：1966年（昭和41年）8月3日から
- 廃止　　：1971年（昭和46年）3月24日
- 廃止地　：松戸駐屯地
- 後継部隊：第2高射特科群本部管理中隊

第2高射特科群本部管理中隊
- 改編部隊：第2高射特科群本部中隊
- 創設　　：1971年（昭和46年）3月25日
- 編成地　：松戸駐屯地
- 部隊長　：3等陸佐
- 隊旗　　：濃黄の中隊旗（甲）
- 車両表示：2高群-本
- 編成　　：
  - 中隊本部
  - 群本部勤務班
  - 指揮小隊
  - 通信レーダ班
  - 衛生小隊
  - 補給班
- 主要装備：
- 上級部隊：第2高射特科群
  1. 東部方面隊：1966年（昭和41年）8月3日から継続

- 備考　　：

第3高射特科群本部管理中隊（だいさんこうしゃとっかぐんほんぶかんりちゅうたい）は、陸上自衛隊飯塚駐屯地に駐屯する第3高射特科群隷下の高射特科部隊である。
- 改編部隊：第116特科大隊本部管理中隊

- 創設　　：1956年（昭和31年）1月25日
- 編成地　：飯塚駐屯地
- 部隊長　：3等陸佐
- 隊旗　　：濃黄の中隊旗（甲）
- 車両表示：3高群-本
- 編成　　：
  - 中隊本部
  - 群本部勤務班
  - 指揮小隊
  - 通信レーダ班
  - 衛生小隊
  - 補給班
- 主要装備：対空指揮戦闘装置JAN/TSQ-51C等
- 上級部隊：第3高射特科群
- 備考　　：

第4高射特科群本部管理中隊（だいよんこうしゃとっかぐんほんぶかんりちゅうたい）は、陸上自衛隊名寄駐屯地に駐屯する第4高射特科群隷下の高射特科部隊である。
- 改編部隊：第118特科大隊本部管理中隊

- 創設　　：1956年（昭和31年）1月25日
- 編成地　：名寄駐屯地
- 部隊長　：3等陸佐
- 隊旗　　：濃黄の中隊旗（甲）
- 車両表示：4高群-本
- 編成　　：
  - 中隊本部
  - 群本部勤務班
  - 指揮小隊
  - 通信レーダ班
  - 衛生小隊
  - 補給班
- 主要装備：
- 上級部隊：第4高射特科群
- 備考　　：

第5高射特科群本部管理中隊（だいごこうしゃとっかぐんほんぶかんりちゅうたい）は、陸上自衛隊八戸駐屯地に駐屯する第5高射特科群隷下の高射特科部隊である。
第101高射特科隊への縮小改編により一度廃止されたが、第5高射特科群の再編成により第101高射特科隊本部付隊を改編し再編された。
- 改編部隊：第122特科大隊本部管理中隊

- 創設　　：1973年（昭和48年）3月27日
- 編成地　：八戸駐屯地
- 廃止　　：2018年（平成30年）3月26日
- 廃止地　：八戸駐屯地
- 後継部隊：第101高射特科隊本部付隊
- 改編部隊：第101高射特科隊本部付隊
- 再編　　：2024年（令和06年）3月21日
- 再編地　：八戸駐屯地
- 部隊長　：3等陸佐
- 隊旗　　：濃黄の中隊旗（甲）
- 車両表示：5高群-本
- 編成　　：
  - 中隊本部
  - 群本部勤務班
  - 指揮小隊
  - 通信レーダ班
  - 衛生小隊
  - 補給班
- 主要装備：
- 上級部隊：第5高射特科群
  1. 東北方面隊：1973年（昭和48年）3月27日から2018年（平成30年）3月26日の間。
  2. 東北方面隊：2024年（令和06年）3月21日から
- 備考　　：

第6高射特科群本部管理中隊（だいろくこうしゃとっかぐんほんぶかんりちゅうたい）は、陸上自衛隊那覇駐屯地に駐屯していた第15旅団隷下の高射特科部隊で2014年（平成26年）3月25日に廃止され第15高射特科連隊本部管理中隊に改編された。
- 改編部隊：第124特科大隊本部管理中隊

- 創設　　：1972年（昭和47年）8月1日
- 編成地　：朝霞駐屯地
- 部隊長　：3等陸佐
- 隊旗　　：濃黄の中隊旗（甲）
- 車両表示：6高群-本
- 編成　　：
  - 中隊本部
  - 群本部勤務班
  - 指揮小隊
  - 通信レーダ班
  - 衛生小隊
  - 補給班
- 主要装備：
- 駐屯地　：

1. 朝霞駐屯地：1972年（昭和47年）8月1日から
2. 那覇駐屯地：1973年（昭和48年）3月25日から

- 上級部隊：

1. 第6高射特科群
  1. 東部方面隊：1972年（昭和47年）8月1日から
  2. 西部方面隊：1973年（昭和48年）2月23日から
  3. 第1混成団：1973年（昭和48年）10月16日から
  4. 第15旅団：2010年（平成22年）3月25日から

- 廃止　　：2014年（平成26年）3月25日
- 廃止地　：那覇駐屯地
- 後継部隊：第15高射特科連隊本部管理中隊
- 備考　　：

第7高射特科群本部管理中隊（だいななこうしゃとっかぐんほんぶかんりちゅうたい）は、陸上自衛隊宮古島駐屯地に駐屯する第7高射特科群隷下の高射特科部隊である。
- 創設　　：1974年（昭和49年）8月1日
- 編成地　：竹松駐屯地
- 部隊長　：3等陸佐
- 隊旗　　：濃黄の中隊旗（甲）
- 車両表示：7高群-本
- 編成　　：
  - 中隊本部
  - 群本部勤務班
  - 指揮小隊
  - 通信レーダ班
  - 衛生小隊
  - 補給班
- 主要装備：
- 駐屯地　：

1. 竹松駐屯地：1974年（昭和49年）8月1日から
2. 宮古島駐屯地：2020年（令和2年）3月26日から

- 上級部隊：第7高射特科群
  1. 第2高射特科団：1974年（昭和49年）8月1日から

- 備考　　：

第8高射特科群本部管理中隊（だいはちこうしゃとっかぐんほんぶかんりちゅうたい）は、陸上自衛隊青野原駐屯地に駐屯する第8高射特科群隷下の高射特科部隊である。
- 創設　　：1976年（昭和51年）8月20日
- 編成地　：青野原駐屯地
- 部隊長　：3等陸佐
- 隊旗　　：濃黄の中隊旗（甲）
- 車両表示：8高群-本
- 編制　　：
  - 中隊本部
  - 群本部勤務班
  - 指揮小隊
  - 通信レーダ班
  - 衛生小隊
  - 補給班
- 主要装備：
- 上級部隊：第8高射特科群
  1. 中部方面隊：1976年（昭和51年）8月20日から
- 備考　　：